# مطبخ فلسطيني
المطبخ الفلسطيني أحد المطابخ الشرقية الغنية في منطقة بلاد الشام، والذي يتداخل بشكل كبير مع فنون الطبخ في بلاد الشام.
الطبق الوطني من فلسطين هو المسخّن. ينعكس تاريخ فلسطين من حكم إمبراطوريات كثيرة مختلفة على المطبخ بشكل واضح، والتي استفادت من مختلف المساهمات والتبادلات الثقافية.

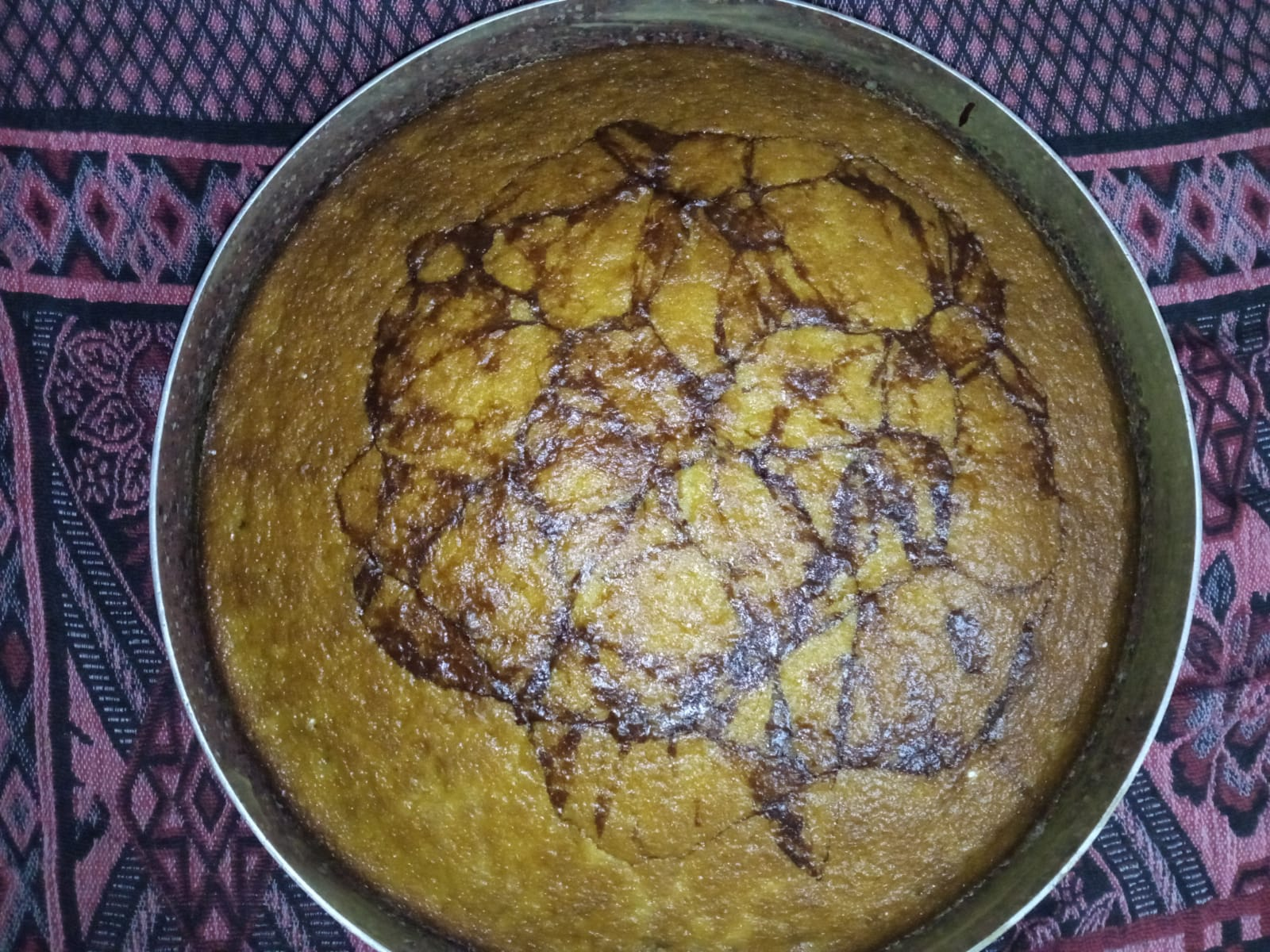
كيك منزلي مصنوع في مدينة نابلس

## تاريخ
لقد تأثرت الأطباق الفلسطينية بثلاث حضارات رئيسية، وهي حضارة العرب، والفرس والأتراك. إن فتح العرب لسوريا، وفلسطين أثر على تقاليد الطهي البسيطة التي تستند في المقام الأول على استخدام الأرز، والضأن واللبن الزبادي، على مر التاريخ. بالفعل بسيطة في المطبخ لم تقدم لعدة قرون، حتى صعود العباسيين، الذي اتخذوا من بغداد رأس الحكم. وبدأت الثقافة الفارسية بالتأثير من ذلك الوقت فصاعداً، والثقافة الفارسية كانت تدمج في الثقافة العربية خلال 800 - 1000 ومنتشرة في جميع أنحاء المناطق الوسطى من الإمبراطورية.

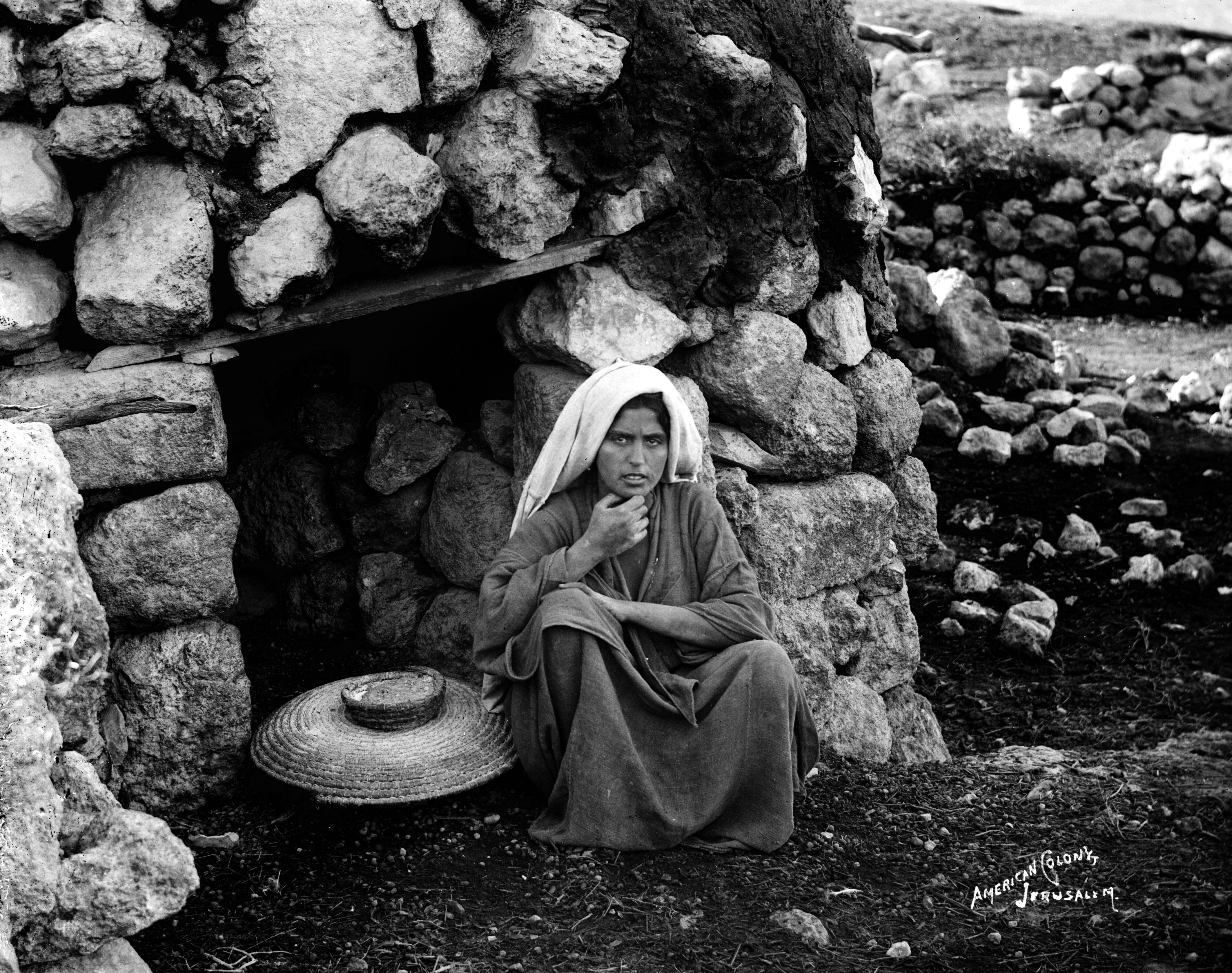
الطابون

وقد تأثر المطبخ الفلسطيني بالعثمانيين لاحقاً، لأن الإمبراطورية العثمانية التي أدرجت فلسطين واحدة من المقاطعات في 1517 كان جزئياً تتألف من ما قد أصبحت، بحلول ذلك الوقت المطبخ العربي «الغني». بعد حرب القرم، في 1855، العديد من المجتمعات الأخرى بما فيها البوسنيون، واليونانيين والفرنسيين والإيطاليين وبدأت تسوية في المنطقة لا سيما في المراكز الحضرية مثل القدس ويافا ونابلس وبيت لحم. وقد تأثر المطبخ من هذه المجتمعات، ولا سيما من منطقة البلقان، ساهمت في إبراز الطابع الفلسطيني بالمطبخ. ومع ذلك، طيلة فترة الخمسينيات والستينيات من القرن العشرين، كان النظام الغذائي لكثير من الأسر الفلسطينية في المناطق الريفية تدور حول زيت الزيتون، توابل زيت وزعتر، المخبوزات التي كانت تطهى في الفرن البسيط الذي يسمى في فلسطين الطابون.

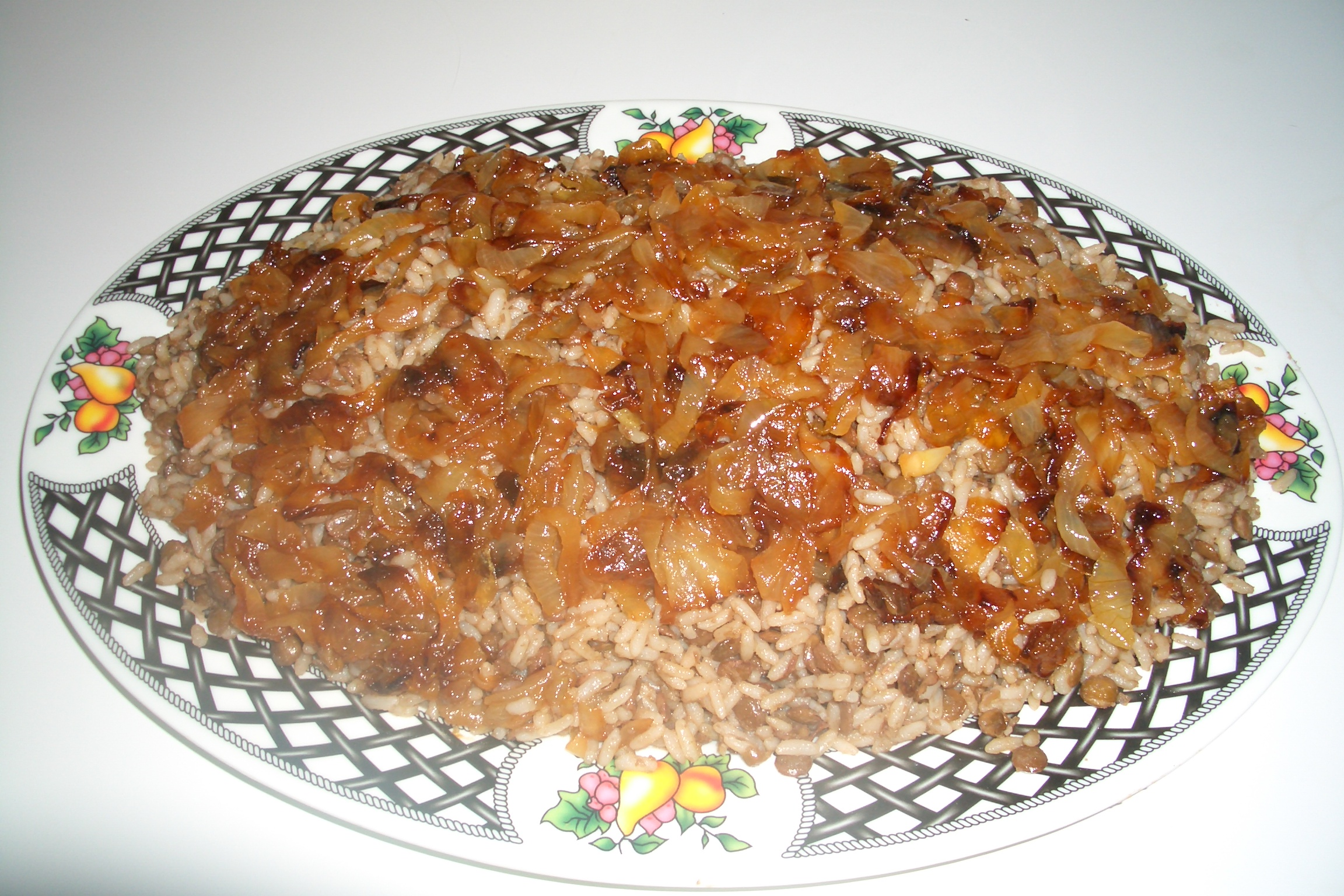
طبق المجدرة

## أقسام المطبخ الفلسطيني
يقسم المطبخ الفلسطيني إلى ثلاث مجموعات إقليمية : الجليل، والضفة الغربية وقطاع غزة.

### الجليل
يشبه المطبخ في منطقة الجليل كثيراً المطبخ السوري-اللبناني بسبب التواصل الكبير الذي كان قائماً قبل تقسيم سورية وإنشاء الكيانات الصغرى وفيما بعد إنشاء إسرائيل. يتخصص سكان الجليل في إنتاج عدد من الوجبات على أساس مزيج من التوابل واللحوم، المعروفة باسم الكبة عند العرب. تباينات الكبة حسب المواد الخام.

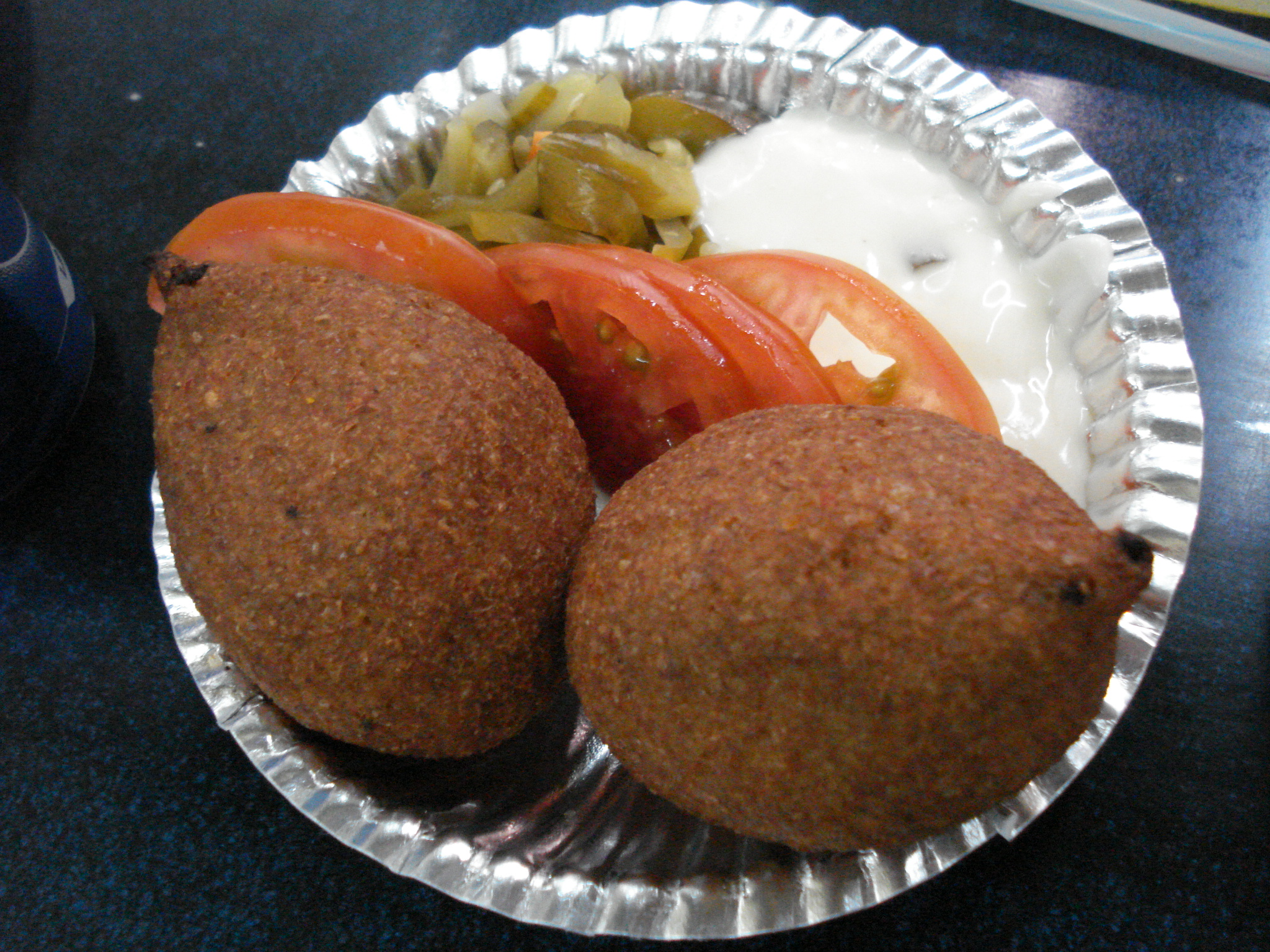
كبة برغل

تتكون الكبة بالصينية من لحم الغنم المفروم مع الفلفل والعديد من البهارات بالإضافية إلى طبقة من البرغل المقرمشة، ثم يتم خبزها.
يتم تقديم الكبة بالصينية كطبق رئيسي لوجبة الغداء الفلسطينية. أما الكبة النية فتتكون من اللحم النيء والبرغل بالإضافة إلى تشكيلة من البهارات. يتم تناولها كطبق جانبي مع خبر البيتا أو المرقوق والذدي يستخدم لسكب اللحمة فوقه.
في مناسبات اللحمة الخاصة في الجليل يتم تقديم اللحم المشوي أو أي نوع آخر من اللحم مع الأرز وقطع اللحم والعديد من البهارات والتي يتم تزيينها عادة بالبقدونس أو المكسرات المحمصة.

### الضفة الغربية

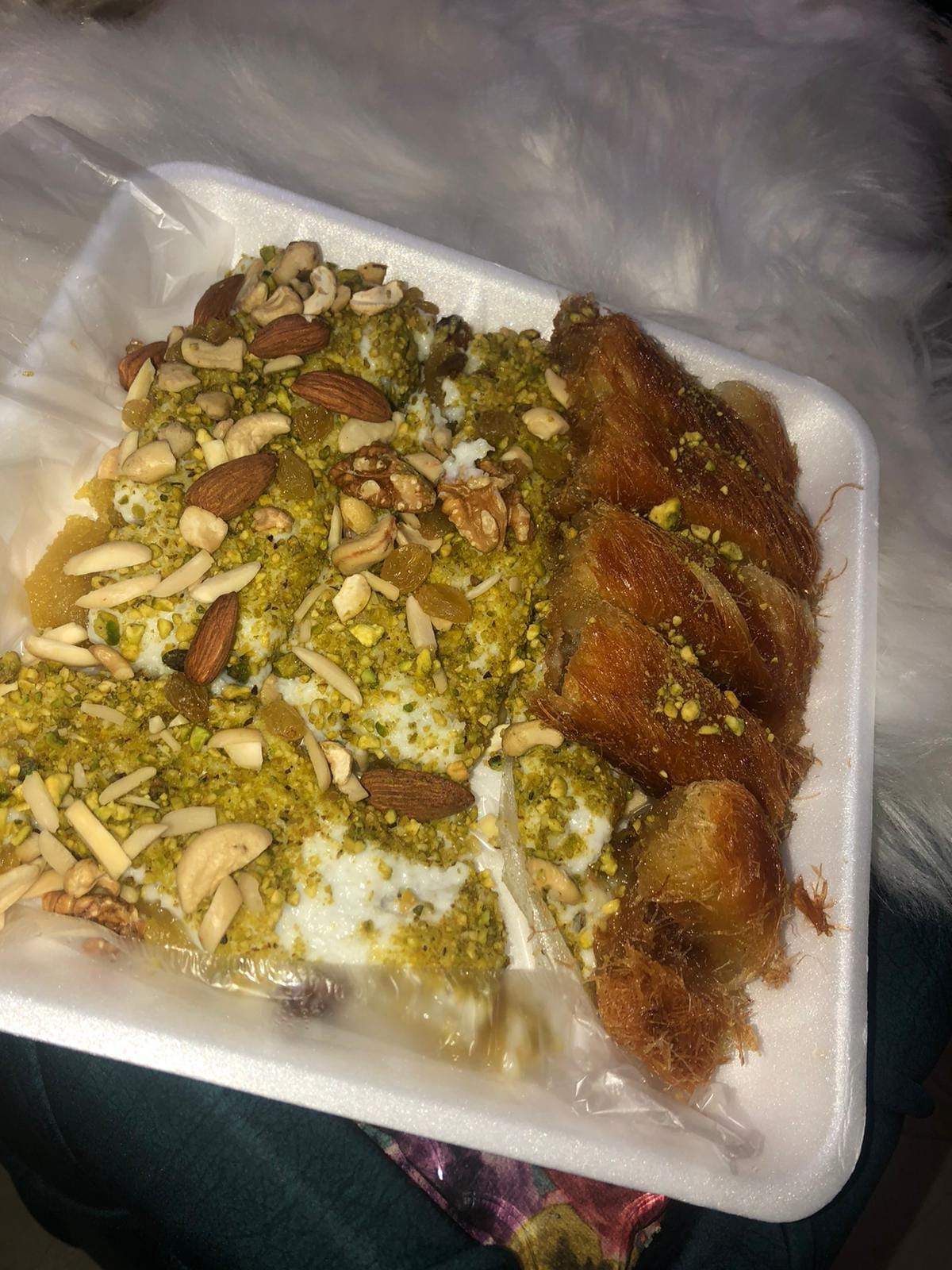
طبق مدلوقة فلسطيني

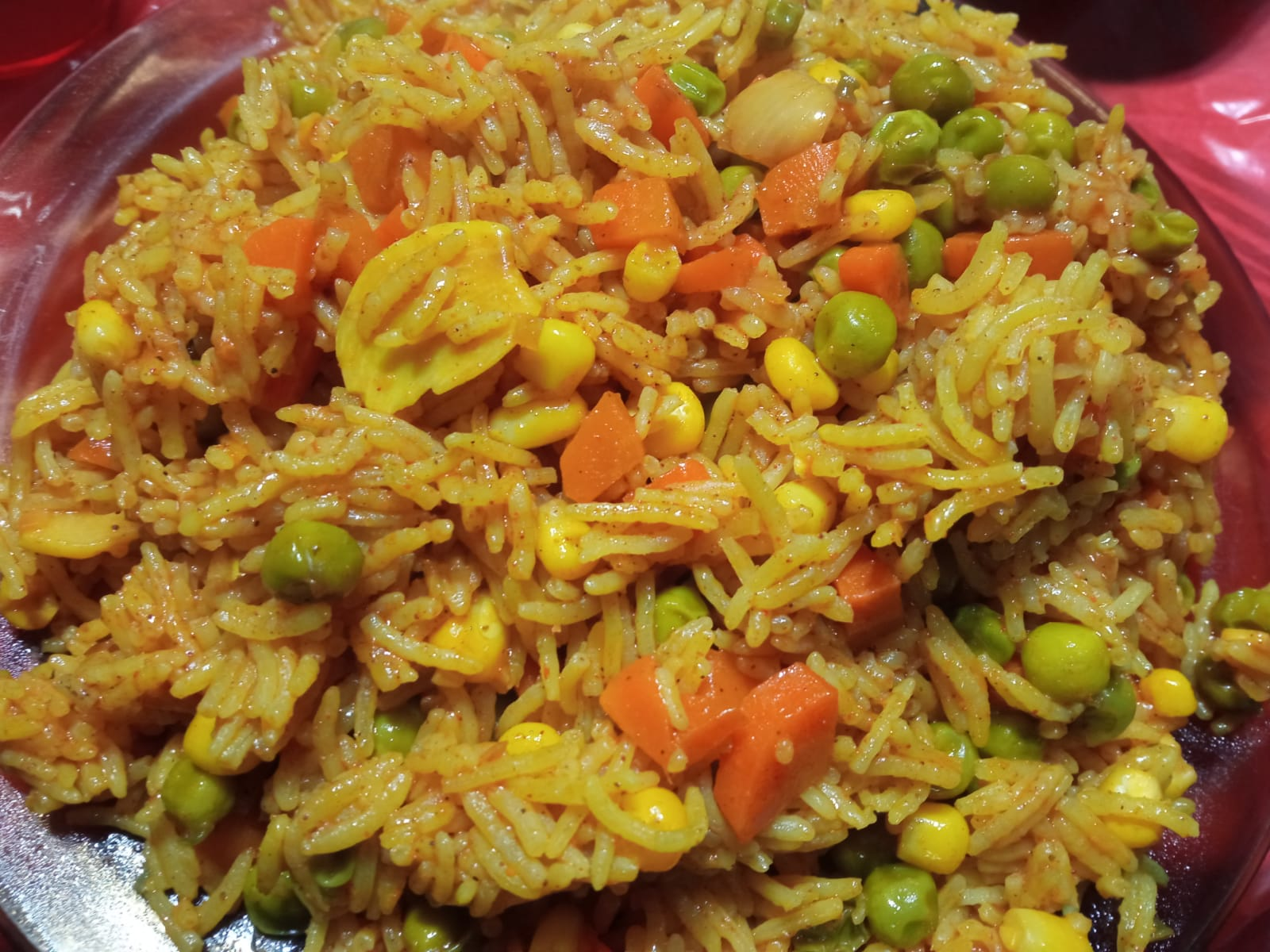
طبق الكبسة الفلسطيني

يعتبر المسخن طبق مشترك رئيسي نشأ في جنين ومنطقة طولكرم في شمال الضفة الغربية. وهو يتألف من دجاج مشوي مع البصل المقلي مع سماق وزيت الزيتون والبهارات والصنوبر ويوضع هذا الخليط كله فوق خبز الطابون.
المقلوبة هي عبارة عن طنجرة من الأرز المطبوخ مع قطع الدجاج أو اللحم وقطع الخضار المقلية والتي قد تكون إحدى أو جميع التالية: الباذنجان، القرنبيط، الجزر، البطاطا. سميت بهذا الاسم لأن المكونات توضع بشكل مقلوب في الصينية أو طبق التقديم، أي طبقة اللحم ثم الخضراوات ثم الأرز، وعند تمام الطهي يتم قلب الطنجرة. تعتبر المقلوبة من الأكلات المشهورة في ببلاد الشام عامة وفي فلسطين خاصة. حيث يرجع تاريخ وجودها منذ القرن الثالث عشر للميلاد.
يعتبر المنسف أحد الوجبات التقليدية في وسط الضفة الغربية واالنقب. تعود جذورها إلى البدو من شبه الجزيرة العربية. يتم طهو هذه الوجبة خلال المناسبات كالإجازات والأفراح والتجمعات العائلية الكبيرة.
يتم وضع لحم الضاني المطبوخ باللبن فوق خبز الطابون الذي يوضع فوقه طبقة من الأرز. أما اللبن فيكون مصنوعاً من الحليب المخضوض المجفف على شكل أحجار تعرف بالجميد. يقدم اللبن المطبوخ جانباً، وقد يسكب فوق الأرز واللحم عند بدأ تناول الطعام. يتم تزيين الطبق بالصنوبر المحمص و اللوز. يعتبر استخدام اليد اليمنى في تناول المنسف هي الطريقة التقليدية لتناوله.

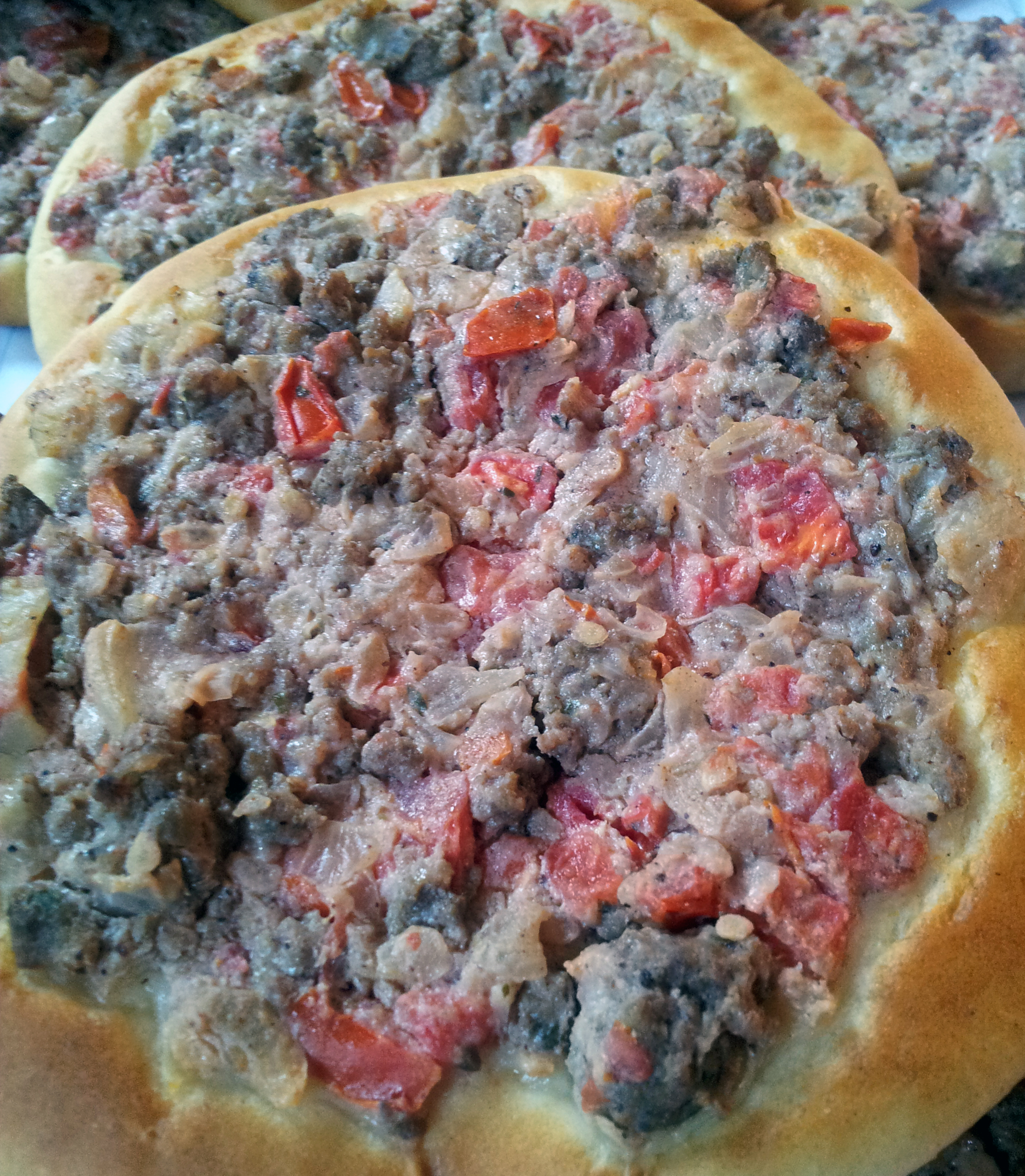
أقراص من الصفيحة الفلسطينية

### غزة
المطبخ في قطاع غزة يشبه إلى حد كبير مطبخ بلاد الشام بشكل عام، إلا أنه قد تأثر بالأكلات المجاورة حيث تأثرت من مصر وموقعها على ساحل البحر المتوسط. الغذاء الرئيسي للغالبية العظمى من سكان في المنطقة هو السمك. الصناعة الرئيسية بغزة هي صيد الأسماك والأسماك وغالبا إما ان تكون مشوية أو مقلية، وتتسم الأطعمة هناك بأضافة الثوم والفلفل الأحمر والكمون ومنقع في مزيج من الكزبرة، الفلفل الأحمر، كمون، المفروم والليمون.التأثير المصري يظهر أيضا على جانب الاستخدام المتكرر للفلفل الحار والثوم والشوندرة نكهة لكثير من قطاع غزة وجبات الطعام. الطبق الوطني لمنطقة غزة هو السماقية، والتي تتكون من خليط من السماق والسلق واللحم والطحينة الحمراء مع إضافة البصل والثوم والفلفل الحار والحمص وزيت الزيتون. تقدم السماقية في قطاع غزة خلال المناسبات السعيدة كالأفراح والحفلات.

### الخبز في المطبخ الفلسطيني
يُعدّ الخبز عنصرًا أساسيًا في المطبخ الفلسطيني، وتتنوع أنواعه بحسب المناطق والعادات. من أشهر الأنواع خبز **الطابون**، الذي يُخبز داخل فرن طيني تقليدي يُعرف بـ"الطابون"، ويُشعل بالفحم أو الحطب والحجارة الساخنة. ويتميز بطراوته ورائحته المدخنة.
كما ينتشر في المدن خبز **الكعك المقدسي**، الذي يُحضّر بشكل دائري مرشوش بالسمسم، ويُباع غالبًا مع الزعتر أو البيض المسلوق.

## الأكلات الوطنية

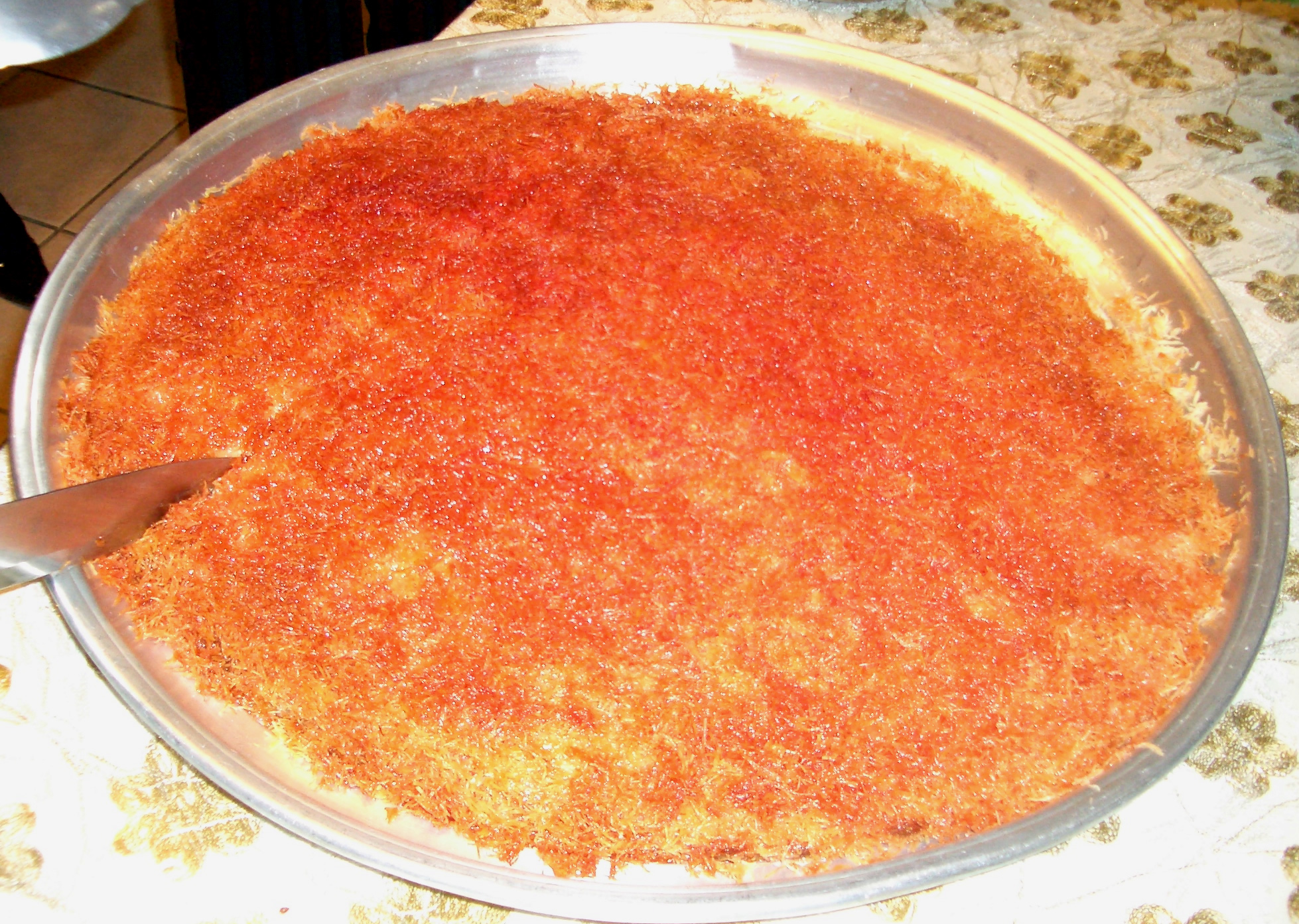
الكنافة النابلسية

هناك العديد من الأطعمة الوطنية المعروفة التي نشأت في مناطق من فلسطين وانتشرت لتصبح أكلات رئيسية معروفة في الوطن العربي مثل الكنافة النابلسية والجبن النابلسي والكبة النابلسية (المقلية) والجبن العكاوي (جبن من عكا). تشبه الحلويات في فلسطين أيضاً الحلويات في بقية مناطق سورية، فنجد البقلاوة والمبرومة والمعجنات.
كذلك يشكل الفلافل أحد الأطباق الشعبية الرئيسية في المنطقة وهو أكلة مشتركة مع المطبخ المصري، إلا أنها تصنع في بلاد الشام من الحمص أما في مصر فتصنع من الفول.
كذلك توصف المزة بمجموعة متنوعة من أطباق موضوعة على طاولة لتناول الطعام التي تجري على مدى عدة ساعات، وهي ذات سمة مشتركة بين ثقافات البحر الأبيض المتوسط. هناك بعض الأطباق المشتركة بالمزة كأطباق الحمص، التبولة، بابا غنوج، لبنة، وزيت وزعتر.
من الطبخات الشهيرة في جميع أنحاء فلسطين نجد ورق العنب المغلي، الملفوف المحشي بالأرز والخروف المحشي والمسخن.
المطبخ الخليلي جزء غني من المطبخ الفلسطيني، يتبع منطقة الخليل جنوب الضفة الغربية. ويمتاز بعدة أكلات شعبية عن باقي المناطق الفلسطينية رغم تداخله معها في معظمها وأشهر أكلة ارتبطت بهم القدرة الخليلية.

## منتجاتالعنب
تشتهر مدينة الخليل بكروم العنب (حَبايل - جمع حَبَلة وهي قطعة الأرض في سفح الجبل - العنب)، والتي تنتج أجود أنواع العنب في العالم منذ قديم الزمان فحلاوته استثنائية وإنتاجه وفير ولذلك دخلت منتجات العنب في الكثير من المأكولات الخليلية بسبب انتشار كروم العنب في الخليل كلها من اقصاها لأقصاها، فالعنب في الخليل مرتبط مع الثقافة الغذائية لأبناء المحافظة، حيث يشكل العنب المنتج الزراعي الأول في المحافظة كلها.

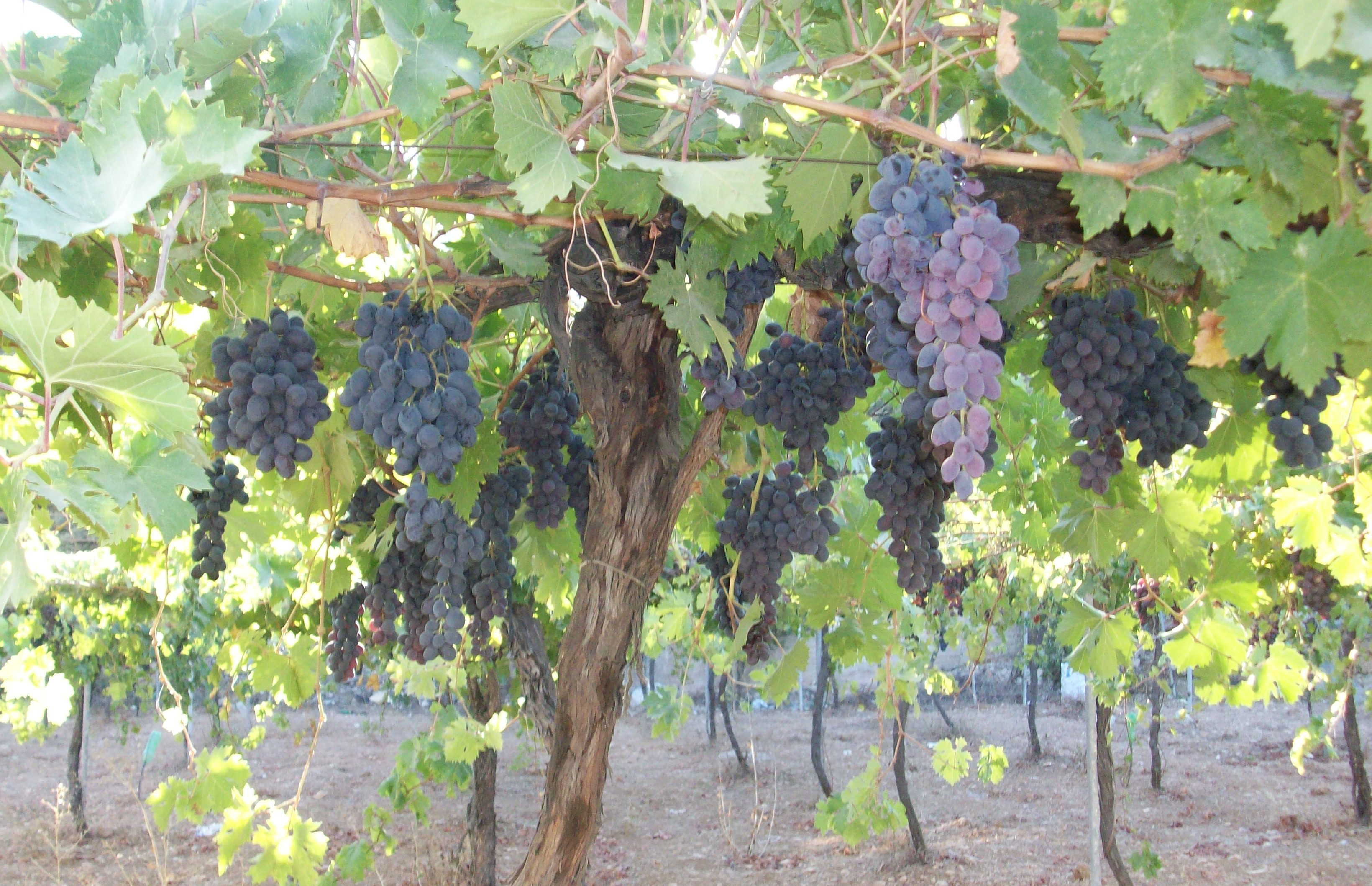
قطوف العنب الخليلي(الأسود) التي تعد منأجود أنواع العنب.

وتشتهر أيضا بأشجار التين بأنواعه المختلفة المذاق وأشهرها الشحامي ويجفف التين ليصبح قطّينا يلضم في قلائد أو يفتح ويكتل في كماميس (جمع كُمّاس وهو أن يجمع على شكل كُرة) ليستهلك على مدار العام.

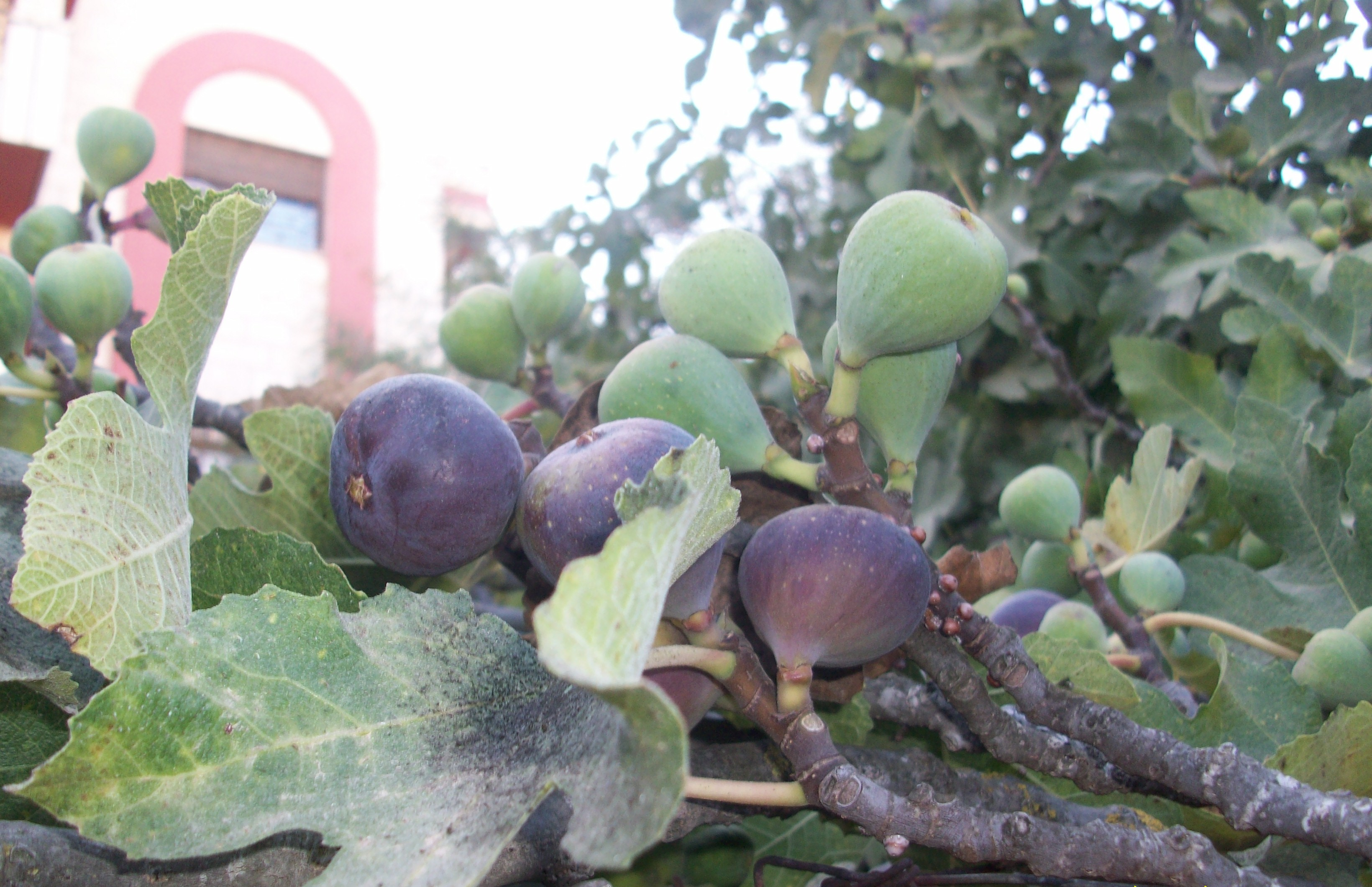
أغصان التين الأسود والأخضر التي تشتهر بها الخليل.

- قطوف العنب الخليلي بألوانها وأنواعها ومذاقاتها المختلفة (مثل العنب الدبوقي - شديد الحلاوة وحبته طويلة صلبة لامعة شفافة تميل للإخضرار - والشامي والحلواني والجندلي والمراوي والشيوخي - الدراويشي - والبيتوني والحلبي والموزي والزيني والمطرطش وبز البقرة والبناتي - بدون بذور - وأنواع أخرى).
- الدبس وهو شراب مركّز داكن اللون مائل إلى اللون الأحمر حلو المذاق تصنع منه أطباق الحمرا وبيضا أو يغمس مع الطحينة والبعض يستمتع بشربه خاصة في صباح الأيام الشتائية الباردة.
- العنطبيخ (عنب طبيخ، ويسمونه في القضاء عنبية) وهو مربّى (تطلي) العنب مع بذوره والتي تعطيه طعما مميزا إضافة لفوائدها الصحية العديدة والتي ثبتت طبيا، ويخزن في أوعية فخارية تسمى بَراني (جمع بُرنيّة).
- الخبيصة الخليلية وهي من عصير العنب الخليلي الأبيض الصافي مع السميد تسكب بعد طبخها وهي سائلة في أطباق.
- الملبن الخليلي المشهور والمطعم بحب القريش (الأريش) الأسود اللذيذ المستخرج من أكواز أشجار القريش المنتشرة في جبال الخليل وفلسطين وهي من الصنوبريات كما يضيف البعض له قليلا من حبات الصنوبر، والملبن أقرب شكلاً إلى ألواح قمر الدين المعروف في بلاد الشام والذي يتواجد عادة على موائد الإفطار في رمضان ويحضر من المشمش بالطريقة ذاتها التي يحضر فيها الملبن من العنب، ويغلف بذات الطريقة، والفارق هو ان قمر الدين حامض بينما الملبن حلو المذاق، كونه من مجفف الخبيصة الخليلية المطبوخة من عصير العنب والسميد.
- الراووق أو الراووء (مصفّى نقي لعصير العنب وذلك باستعمال تربة خاصة من حجر الحـِوَّر القابل للتفتت في السائل كي يختزل الألوان غير المرغوبة في الناتج، أثناء العملية الأخيرة من تحضير الراووق).

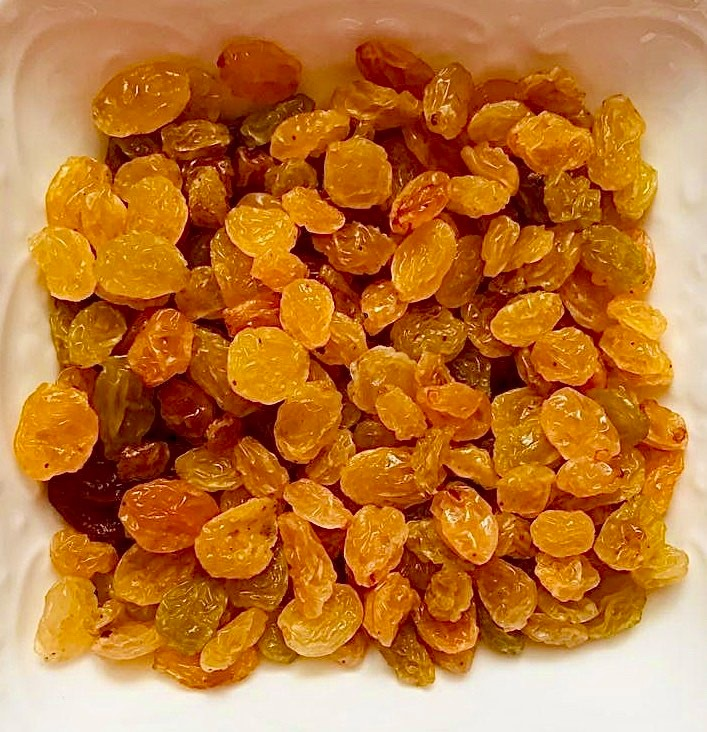
عنب مجفف، أو ما يطلق عليه اسم (الزبيب).

- عنب مجفف، أو ما يطلق عليه اسم (الزبيب).البوء سما التي هي من خصوصيات أهل الخليل في أيام الثلوج حيث يغمس الثلج بعد ضغطه بالدبس ليستمتعوا دون غبرهم بالمثلجات في فصل الشتاء.
- الزبيب وهو العنب المجفف، ويضاف للكثير من المأكولات وخاصة الحلويات.
- عصير العنب الطازج.
- الحصرم وهو ثمر العنب قبل أن ينضج وطعمه شديد الحموضة.
- مخلل الحصرم وهو من أطيب المخللات على الإطلاق.
- عصير الحصرم الذي يحفظ للاستخدام في الطبخ حيث أنه يعطي مذاقا أطيب كثيرا من مذاق دبس الرمّان ويمكن حفظه في قناني أو تجميده على هيئة مكعبات صغيرة لاستعماله على مدار العام عند الحاجة إليه أو طهيه للحصول منه على دبس الحصرم الحامض تماما كما دبس الرمان، ويعتبر عصير الحصرم من أنجع الأدوية لعلاج الشري أو الحكة الشديدة للجلد (الأرتكاريا) حيث يدهن مكان الحكة بعصير الحصرم الطازج فتزول الحكة ويشفى المريض بإذن الله.
- خل العنب ويصنعه البعض في كرومهم، أما النبيذ وغيره من الخمور فلا يتعاطى أهل الخليل بصناعته على الإطلاق كونهم جميعا مسلمون.

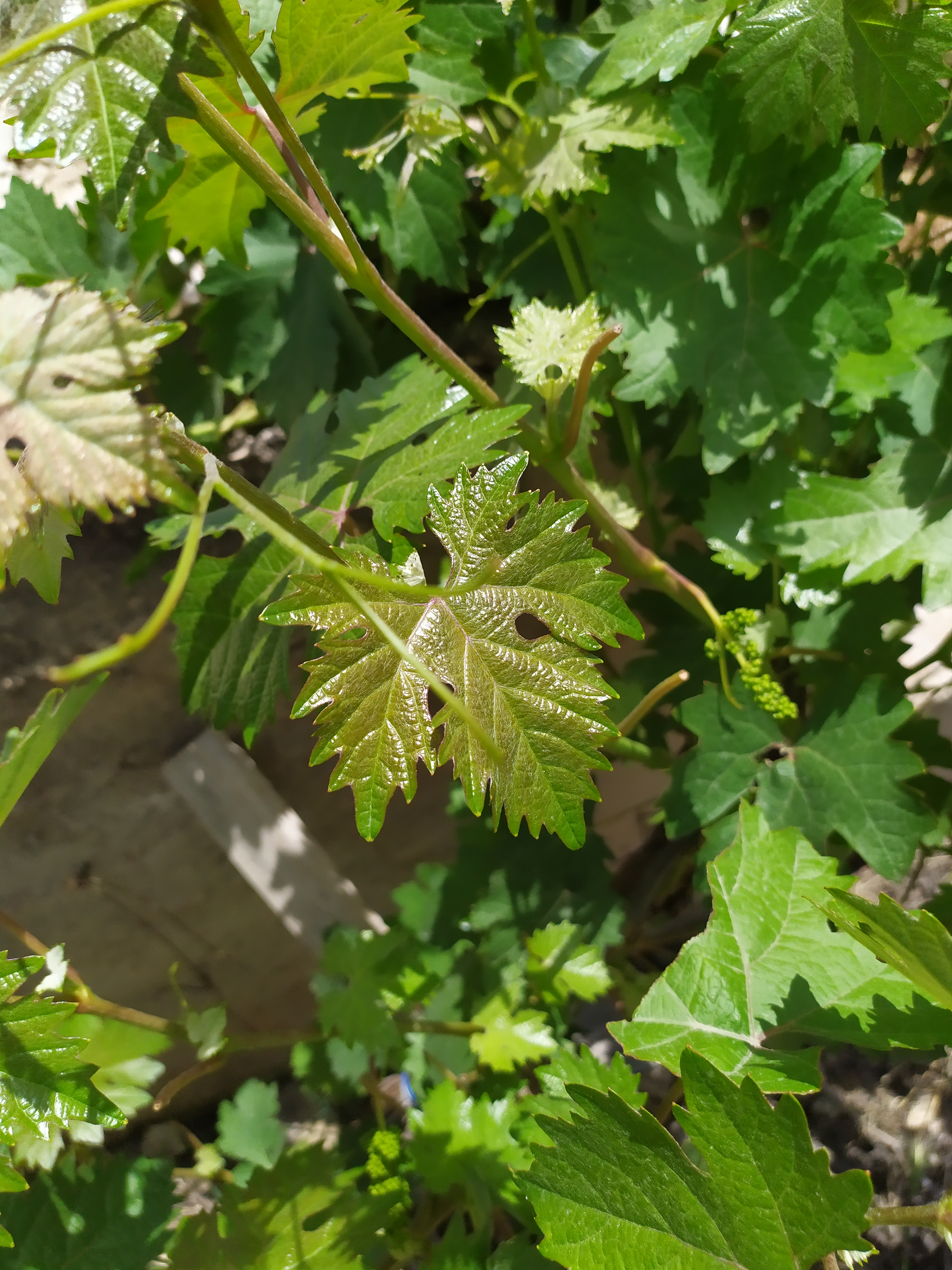
ورق عنب،يستخدم في الأكلات الفلسطينية

- ورق عنب،يستخدم في الأكلات الفلسطينيةورق العنب ويسمونه ورق الدوالي وتطبخ منه أشهى ألأطباق الساخنة والباردة بعد حشوه ولفه طازجا كان أو مخللا أو منشفا في قلائد أو محفوظا بطرق أخرى كالتفريغ والضغط وغيرها.

## منتجات الألبان
- اللبن المخيض وهو شراب مميز عند أهل الخليل كما يستعملونه في الكثير من طبخاتهم المميزة وخاصة اللبنية بأنواعها المختلفة.
- اللبن الجميد الخليلي ذائع الصيت من قرى الخليل والذي يعتبر بحق أفضل وأطيب أنواع الجميد على الإطلاق ولذلك اشتهرت الخليل بأكلة اللبن المعقود والمنسف الخليلي الفلسطيني الأصل.
- الجبنة البيضاء الطرية والمغلية (بالمحلب والمستكة والقزحة) والتي تؤكل مع الشاي أو العنب أو البطيخ أو الخيار أو مقلية محمرة أو تنقع في الماء لإزالة ملوحتها واستعمالها في الحلويات كالـكنافة والقطايف.
- اللبنة وتؤكل إما طازجة أو مكورة (مقلقلة) سادة أو مخلوطة بالزعتر الأخضر أو السماق أو الشطة ومحفوظة بزيت الزيتون.
- اللبن الرايب الخليلي الذي لن تجد لطعمه مثيلا.
- الزبدة والسمنة البلدية الخليلية بطعمها الذيذ ولونها الرائع ورائحتها المميزة.
- القشطة (القشدة أو الكريمة) البلدية الطازجة وهي عبارة عن الطبقة المتكونة على سطح الحليب الكامل الدسم وتستعمل في الحلويات، وكذلك الكريمة الحامضة بعد تخمير القشطة (بإضافة بكتيريا خاصة).

وقد خصص الخلايلة للألبان ومنتجاتها سوقا دائما في البلدة القديمة يدعى «سوق اللبن».
اقرأ أيضا: لبنة، جبنة عربية، جبنة بلدية، جبنة عكاوي .

## القدرة الخليلية

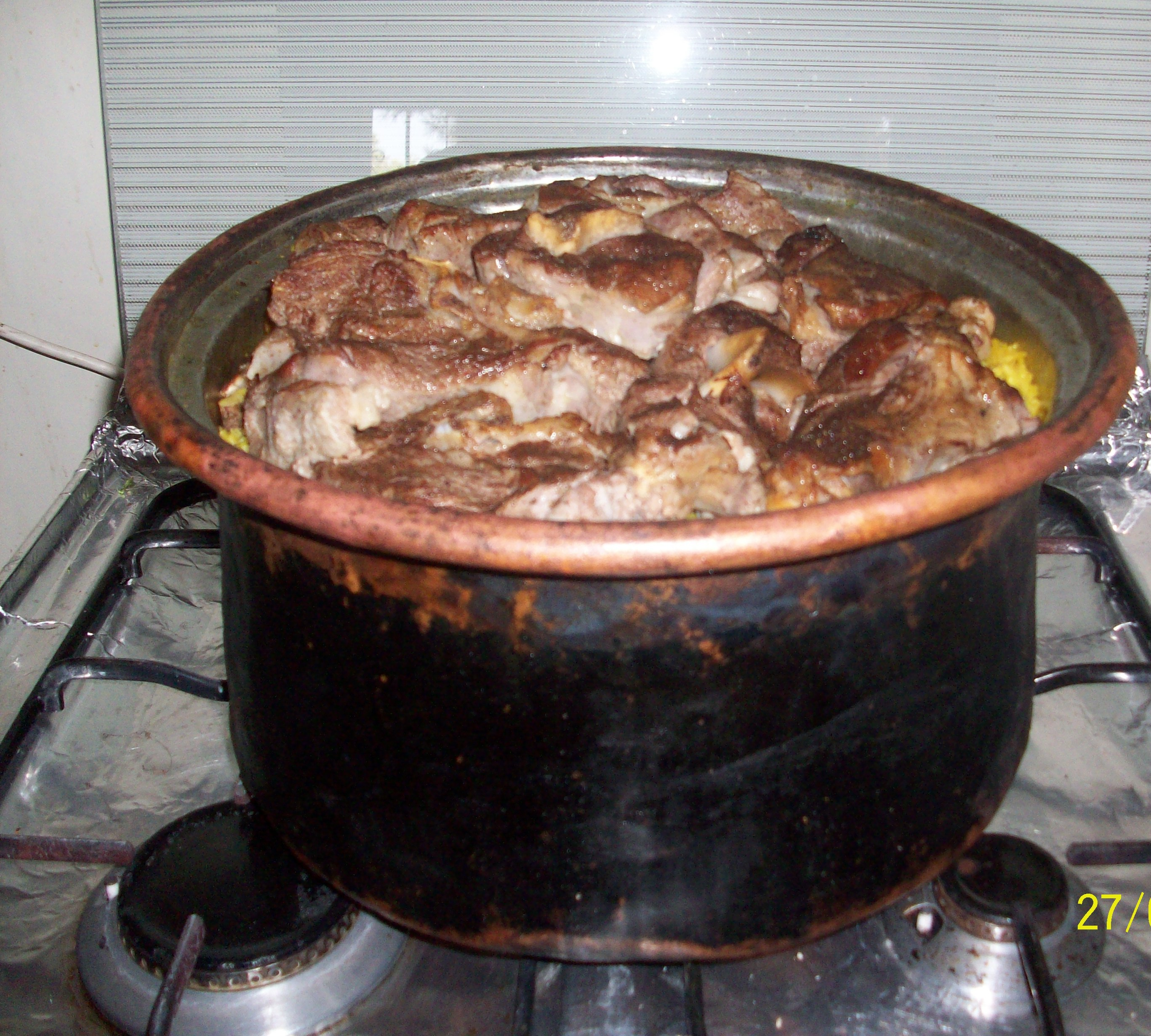
القدرة الخليلية قبل سكبها في الأطباق.

القدرة الخليلية هي الأكلة التي اشتهرت بها الخليل فنسبت لها، وهي أهم وأطيب أكلاتها تقدم في المناسبات الاجتماعية من أفراح وأتراح وأعياد أو دعوات منزلية (عزايم) أو للعائلة في يوم الجمعة غالبا.
تتكون القدرة من الأرز مع قطع لحم الخروف البلدي والسمنة البلدية وتوابل خاصة بها تطبخ في قدر نحاسي مع بعضها البعض في الفرن الشعبي (يفضل الفرن الذي يعمل على الحطب) وليس في البيوت (قليل من العائلات تتقن صنعها في البيت) حيث يبرع بها الفران الخليلي ويتباهى بصنعته بل ويتنافس أصحاب المهنة فيما بينهم إذ ترسل العائلة له اللحم وتحدد عدد القدر المطلوبة وأحجامها (حسب عدد الأفراد المدعوين) ليتكفل هو بالباقي.
وللقدر النحاسي أحجام مختلفة تعتمد على كمية اللحم المطلوب طبخه والذي يبدأ من (3 - 5) كيلوغرام ويصل حتى (9 - 10) كيلوغرام للقدر الواحد.
وتؤكل القدرة مع اللبن الرايب أو بدونه، ولا يعترف بعض الخلايلة أنها قدرة إذا أضيف لها أي مكوّنات أخرى كالحمص أو الثوم أو البصل أو أن يستبدل اللحم بالدجاج أو ما شابه.
أما الـفُخـّارة فهي تشبه إلى حد ما القدرة الخليلية بالشكل مع اختلاف الطعم تماما حيث يستعاض بها عن القدر النحاسي بآخر فخاري في قضاء الخليل ويضيفون إليها الحمص والثوم والبصل ويطبخونها في فرن البيت ويشبه مذاقها القدرة الغزاوية.

## أطباق أخرى
- الخبيصة، أحد أهم الأكلات الشعبية في الخليل.الأطباق الأساسية
  - اللحوم:

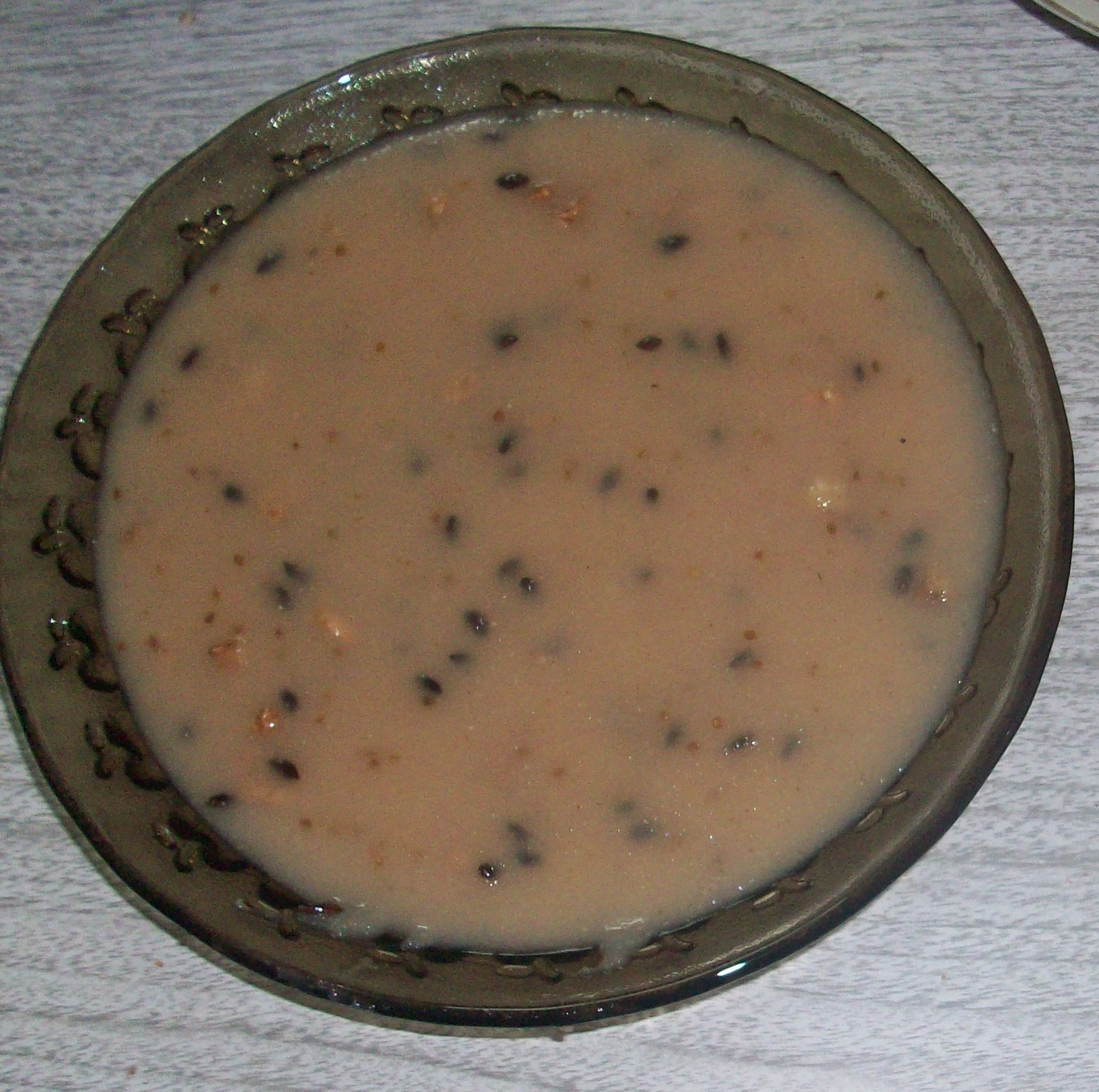
الخبيصة، أحد أهم الأكلات الشعبية في الخليل.

يفضل أهل الخليل لحم الضأن بشكلٍ عام على باقي اللحوم إلا أنهم يتناولون لحم الماعز والعجل الصغير بشكل أقل من الضأن، ويتناول القليل منهم لحم الجمل خصوصا الصغير منه (القاعود) ولحم البقر.
لا تزال بعض البيوت تخزن الأورمة (القاورمة) وهي اللحمة المذبلة بدهنها (اللية والملح والبهارات) لاستعمالها على مدار السنة.
كما يتناول أهل الخليل لحوم الدجاج والطيور الأخرى (كالحمام والعصافير غالبا) والأسماك.
- - الخضار والفواكه الموسمية:

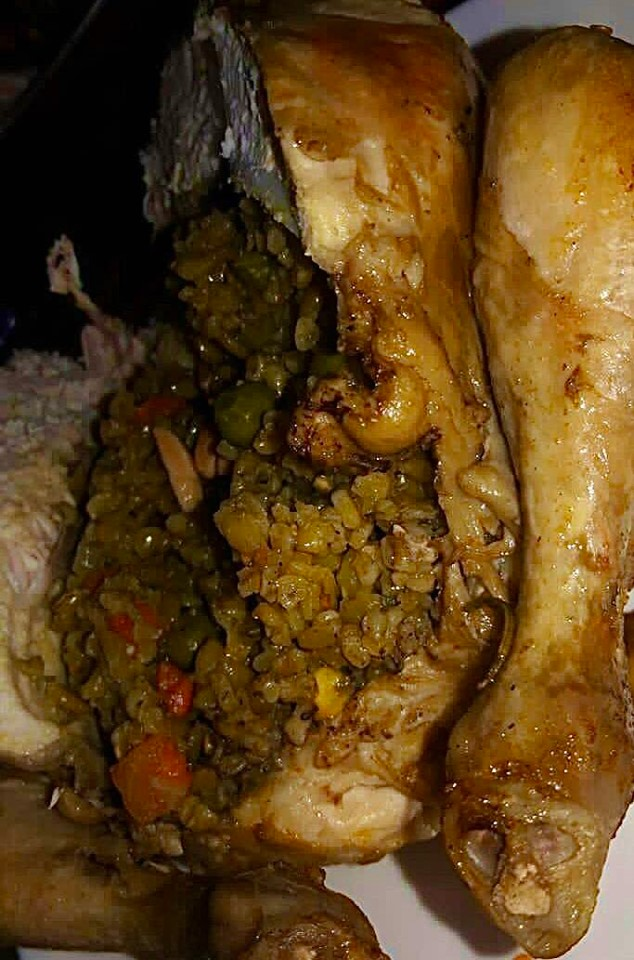
دجاج محشي بخلطة الفريكة والذرة والجزر.

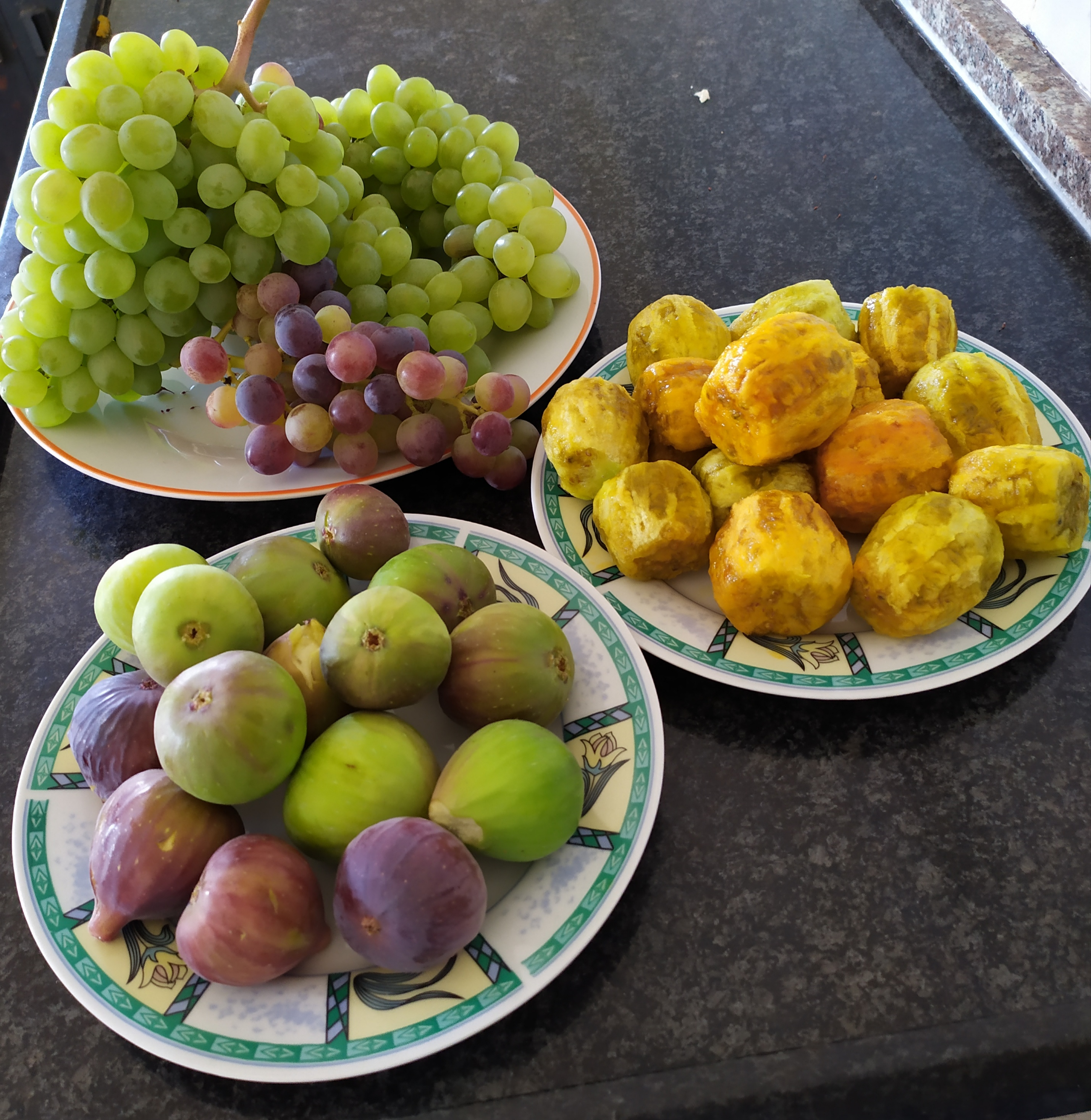
طبق من العنب ،الصبر، التين، أحد وجبات طعام الصباح المفضلة في فلسطين

لكل فصل من فصول السنة خصوصيته من الخضار والفواكه في الخليل كما في كل مدن فلسطين لا سيما فصل الربيع حيث ينزل اللوز الأخضر (حيث يشكل منه الأطفال ما يشبه الأرانب الصغيرة) والكرز الأخضر (جنارك) حيث يستمتع الناس بأكلهما مع قليل من الملح أو تخليلهما وكذلك الوشنة والأسكدنيا والزعرور والمشمش، كما ينزل الحمص الأخضر (الحاملة) والكستناء والبلوط حيث تشوى في الفرن إضافة للعكوب (الكعوب) والفول الأخضر والزهرة البلدية (الصفراء) واللفت والشمندر (البنجر) والجزر الأحمر والكمأة والورقيات الخضراء مثل الحويرنة (الحويرّة) والخردل (المقرة أو المؤرة) والهندباء والخبيزة والحميض والزعتر الأخضر وورق اللسان (لسينة) وورق اللوف وورق الدوالي (ورق العنب)، أما الحصرم والفقوس (العادي والساحوري) واليقطين والقرع الخليلي والسفرجل والبطم والجوز الأخضر والتوت الأبيض والأحمر والأسود فيبدأ نزوله في نهايات فصل الربيع وأوائل فصل الصيف.
- - اللبنية:

وهي رز مطبوخ باللبن الجميد أو باللبن المخيض مع الفول الأخضر أو اللفت أو زهرة أو سادة أو سادة بيضاء تسكب على وجه أطباقها السمنة البلدية للأفراح والتي كانت تسكب في الأناجر (جمع أنجر وهو طبق نحاسي دائري كبير بقطر 30 - 50 سم ومتوسط عمقه حوالي 7 سم يوضع به الطعام المطبوخ يكون اسم مالكه منقوشا عليه ويبيض من وقت لآخر بالقصدير) الخليلية وتسمى لبنية فرح، وهناك أيضا لبنية باللبن والبندورة و(الرز أو البرغل).
- المقلوبة:

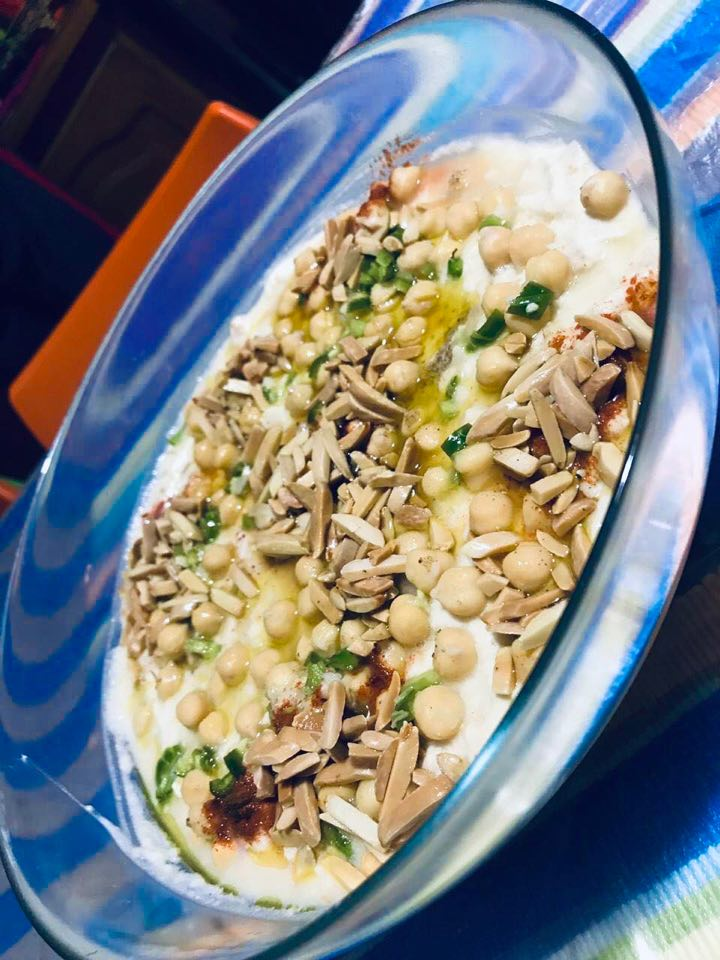
فتة الحمص. الصمنوعة من الخبز العربي والحمص المطحون.

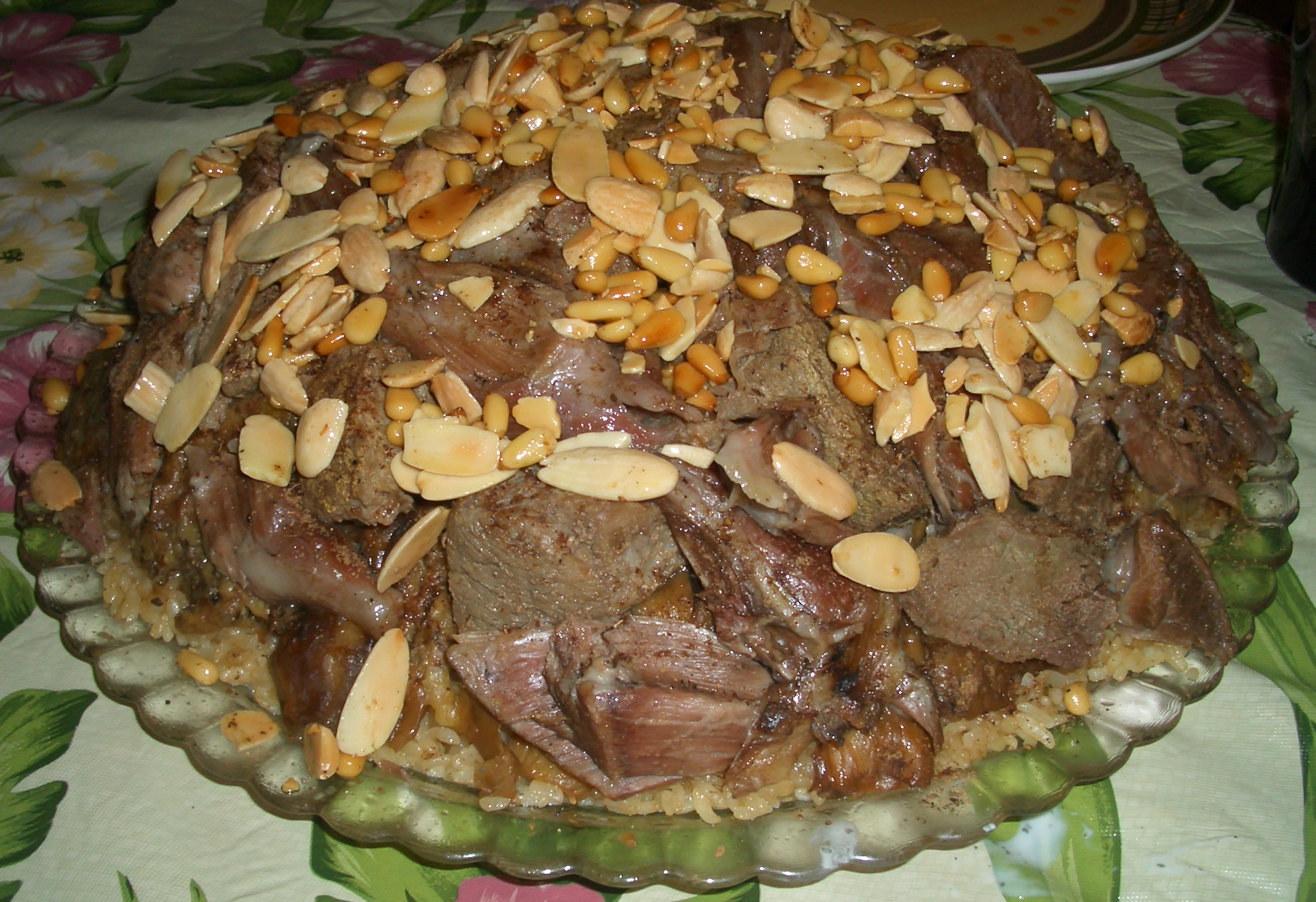
المقلوبة

وتطبخ إما باللحمة أو بالدجاج مع (الباذنجان أو الزهرة وخصوصا البلدية الصفراء منها في موسمها أو الفول الأخضر).
- - اليخاني (جمع يخني أو يخنة): وتكون على مرقتها إما مع اللحمة أو مع الدجاج (سبانخ أو قلقاس مع ورق السلق أو زهرة أو بطاطا أو فول أخضر أو بازيلا خضراء أو ناشفة أو خرشوف).
  - فول أخضر باللبن مع اللحمة.
  - مطفية زهر باللبن أو زهر بالطحينة والليمون مع اللحمة.
  - كعوب أو عكوب باللحمة والمرقة أو باللبن.
  - لوز أخضر باللبن.
  - فاصوليا خضرا وخصوصا البلدية منها أو بيضاء ناشفة أو بازيلا بدمعة البندورة.
  - لوبيا بالبندورة.
  - بازيلا خضراء أو ناشفة بالبندورة والجزر.سمبوسك مصنوعة من الجبنة العربية

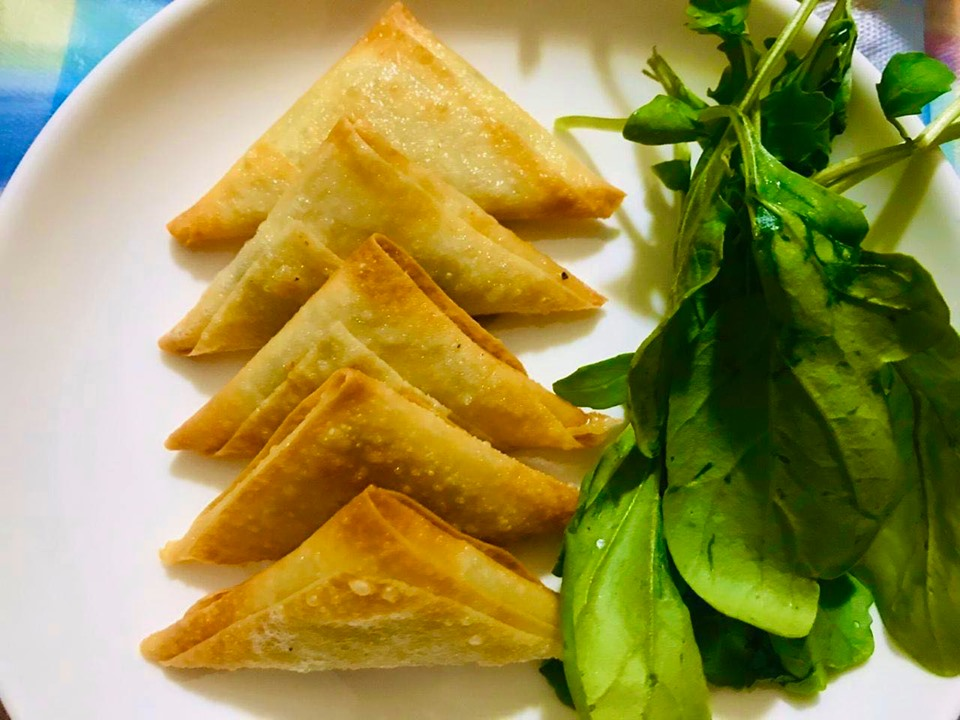
سمبوسك مصنوعة من الجبنة العربية

  - بامية خضراء أو ناشفة بالبندورة واللحمة.
  - مسقعة باذنجان باللحمة.
  - منزلة بطاطا وبندورة باللحمة.
  - بقلة بالبندورة واللحمة المفرومة.
  - كوسا خرط بالبندورة.
  - باذنجان بالبندورة.

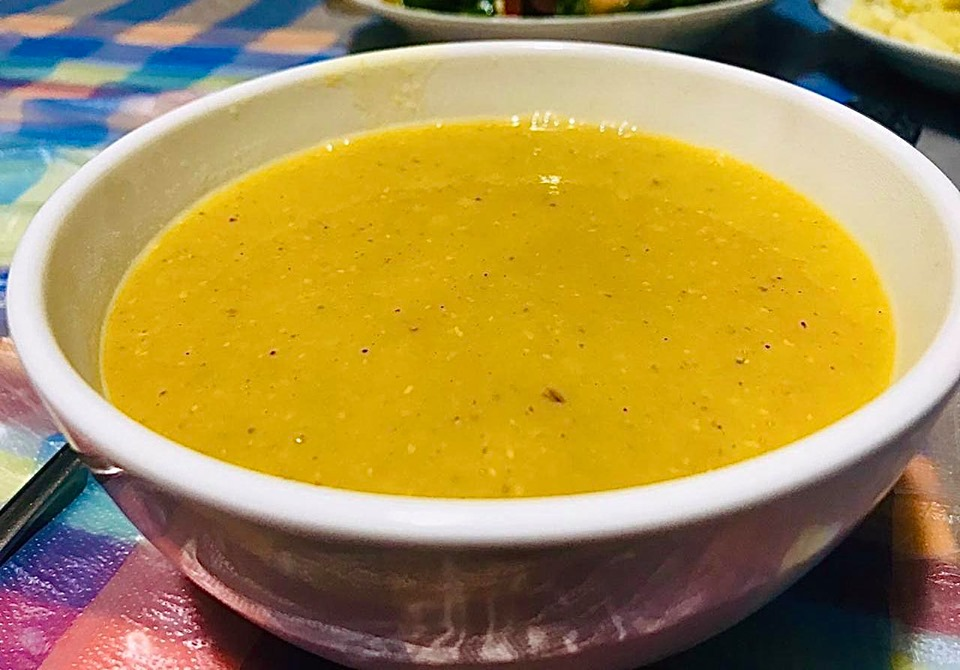
شوربة عدس مجروش

  - شوربة عدس مجروشملوخية خضراء مفرومة أو ورق أو ناشفة مع اللحمة أو الدجاج.
  - بيصارة (عدس وملوخية ناشفة)، قيشانية أو مسَلْوَعة (رز وعدس مجروش)، أطلسية.
  - لحمة بدمعة بندورة.
  - داوود باشا (كرات كفتة مع البصل ودمعة البندورة).
  - فريكة بالدجاج، فريكة باللحمة، فريكة بالحمام.
  - صيادية سمك مع قلاية البندورة (الخاصة بالسمك) بالبصل وزيت قلي السمك والطحينة وكانوا يفضلون سمك البكلاي أو القد المجفف المملح نظرا لعدم وقوع الخليل على البحر.
  - المحاشي (جمع محشي) بأنواعها: كوسا، يقطين (رقابي)، قرع خليلي (مدور)، بتيري، باذنجان (بيتنجان) بألوانه المختلفة، خيار، فقوس ساحوري، جزر أحمر، بندورة، فليفلة، بطاطا، بصل، خرشوف، لفت باللبن، لفت بالتمرهندي والسماق، بيض محشي لحمة وصنوبر.

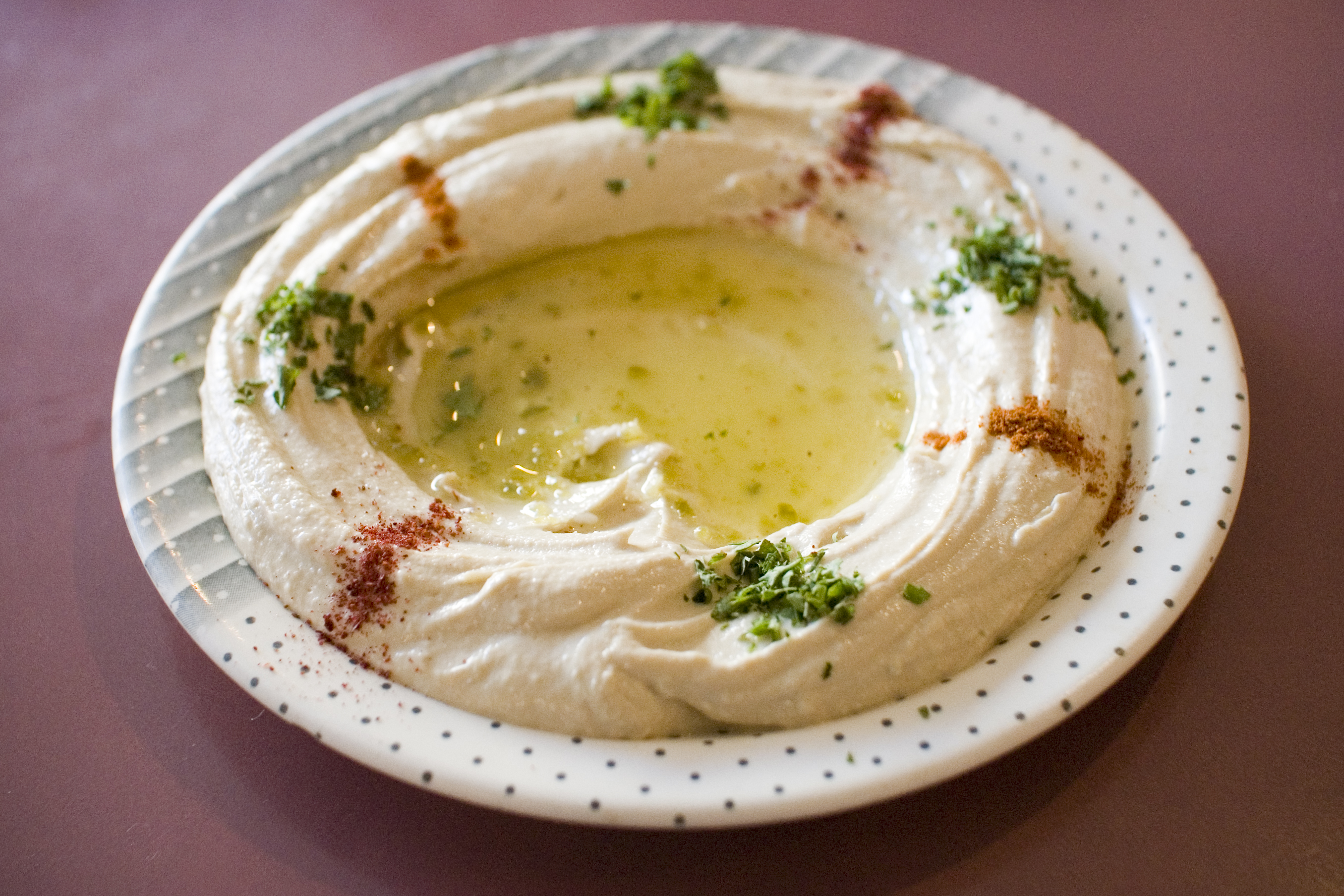
صحن حمص

  - صحن حمص المخاشي (جمع مخشي) بأنواعها: مخشي كوسا على مرقته أو باللبن ومخشي باذنجان ومخشي بطاطا.
  - محشي ورق الدوالي باللحمة (يمكن أن توضع بين طبقاته الطبلات أو العصاعيص أو المقادم أو اللسانات أو الرقاب أو الريش الكستليتة أو الدجاج) كما يطبخ مع الفوارغ أو مع محشي الكوسا.
  - محشي ورق دوالي صومي أي بدون لحمة.
  - محشي ورق لسان (لسينة).
  - محشي ورق قرنبيط (ويضاف الحمص الحب إلى حشوة الرز).
  - محشي ورق الملفوف وقلب الملفوف (الجاجة) وعروقه.
  - محاشي أوراق النبات الأخرى مثل ورق الخس، ورق السلق، ورق اللوف.

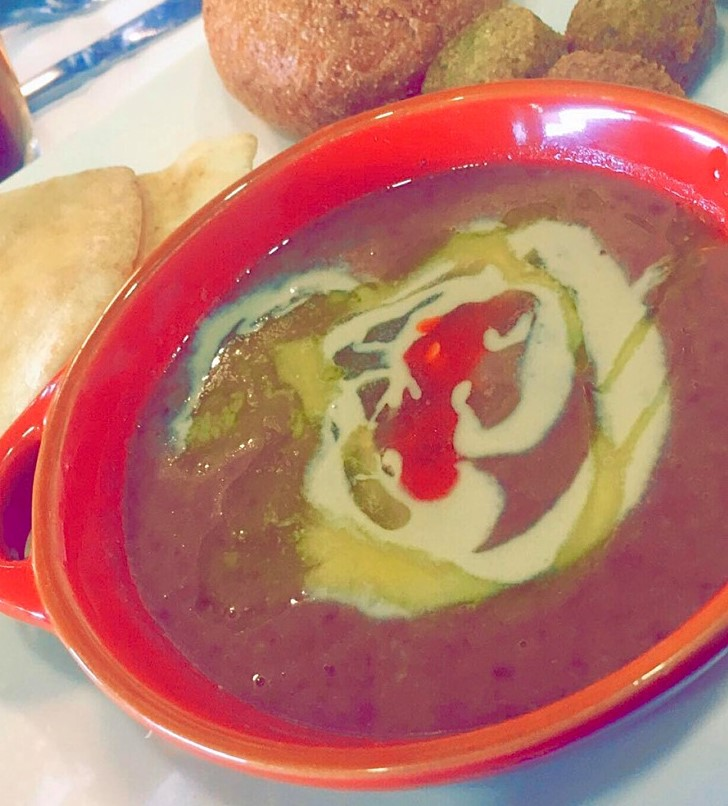
صحن فول

  - صحن فولالقبوات (الأبوات): وتضم الكرشات بأنواعها (أم مليس وأم القطع وأم الشرط أو الشرايط) على مرقتها أو باللبن والفوارغ التي تطبخ مع الكرشات أو مع ورق الدوالي (ورق العنب). وتقلى وتحمر قشور الكرشات (السماط) وعناقيد الفوارغ (درم أو ضرم) وقشور اللية مع البصل والمنديل (غشاء كرشة الخروف) المحشي باللحمة المفرومة أو الكفتة أو الكبدة.
  - الروس (السقط): وهي رأس الخروف ومقادمه إضافة إلى المعلاق الكامل (كبدة وفشة مع القصبة) مشوي أو مطبوخ.
  - الطحالات والقلوب المحشية - بتتبيلة البقدونس والفلفل الحار - والمشوية والكلاوي وبيض الغنم والنخاعات واللسانات.
  - كبدة وقوانص وقلوب الدجاج تطبخ مع البصل والتوابل.

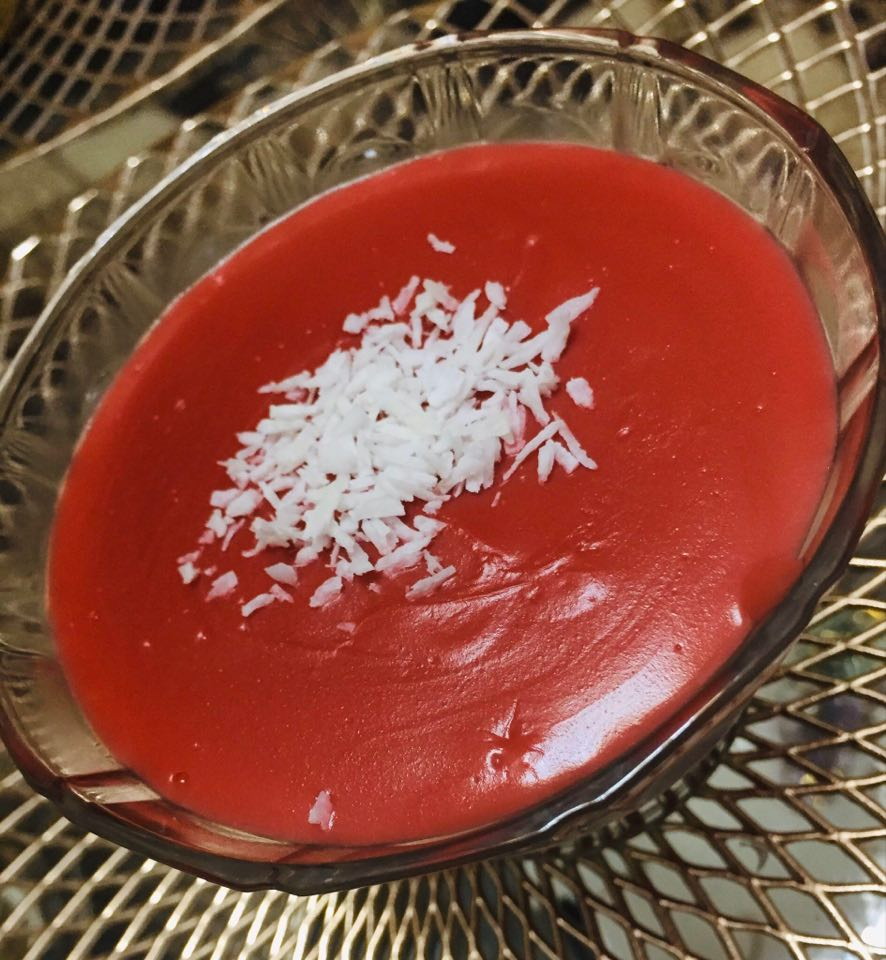
مهلبية مصنوعة من الفراولة.

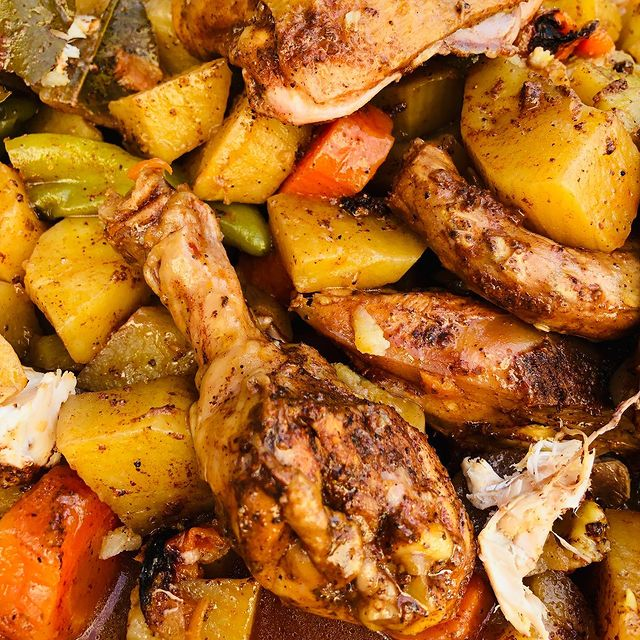
فخارة الدجاج

  - مهلبية مصنوعة من الفراولة.خروف محشي بالرز واللحمة المفرومه ومشوي بالفرن.
  - دجاج محشي بالرز واللحمة المفرومة أو بالفريكة.
  - حمام محشي بالرز واللحمة المفرومة أو بالفريكة.
  - رقاب خراف محشية ومشوية.
- أكلات برقائق العجين:
  - ططماجة (تطماجة) وهي طبخة شعبية خليلية تتكون من العجين المرقوق والمقطع (مثل عجينة الرشتة) والعدس ورب البندورة والسماق تشبه إلى حد كبير أكلة حراق أصبعو الشامية.
  - عدس ورقاق.
  - رشتة (رقاق).
  - ششبرك باللبن.
- المعجنات:
  - أقراص سبانخ أو زعتر أخضر أو حميض.
  - أقراص جبنة أو لحمة.
  - صفيحة بالبندورة أو بالطحينة.
  - سمبوسك باللحمة المفرومة والبصل والحمص الحب.
  - سمبوسك بالجبنة.
  - خبز بالـبطم أو الزعتر الأخضر.
  - مشاط بالزهر.
  - أقراص بيض باللحمة تخبز في الفرن الشعبي.
  - خبز بالثوم والزيت.
  - خبز الطابون.

- المشويات:
  - خروف محشي بالرز واللحمة المفرومه ومشوي بالكامل في الفرن.
  - الـضلعة: وهي ضلع خروف محشي ومشوي.
  - فخدة خروف مشوية.
  - معلاق كامل مشوي.
  - مسخن دجاج بالـطابون: وتشتهر به القرى أكثر من المدينة لجودة زيت الزيتون وتوفر خبز الطابون.
  - حمام مشوي.
  - المشويات التقليدية من كباب وكفتة وشقف وكستليتة ودجاج وشيش طاووق وحمام وعصافير (كانوا يصطادونها بنصب أعواد الدبق والفخاخ (الملاطش) - جمع فخ (ملطش) - على الأشجار أو بطرق الصيد الأخرى كالـشعبة والـنقيفة وغيرها)، وتشوى معها البندورة والبصل والفلفل الأخضر وبعض أنواع الخضار.
- الفَتَّات (جمع فتة):
  - فتة عدس.
  - فتة لحمة أو فتة دجاج مع الرز واللبن الرايب.
  - فتة الروس، فتة مقادم، فتة لسانات.
  - فتة لبن (وأطيب ما تكون في المعجنة الفخارية أو اللقان) مع راس بصل، فتة ليمونة، فتة عجوز.
  - فتة حمص، وفتة المكدوس أو الباذنجان.
  - فتة حلبة، فتة حليب، فتة شاي (خاصة في وجبة الفطور).
- الشوربات:
  - شوربة عدس (يضيف لها البعض القرع الأصفر أو الجزر).
  - شوربة فريكة.
  - شوربة الدجاج سادة أو مع شعيرية لسان العصفور.
  - مرقة لحمة.
  - شوربة الرز مع شرائح أو مكعبات الكوسا.
  - شوربة الملفوف.
  - شوربة خضار مشكلة.
  - شوربة المعكرونة بدمعة البندورة.
- السلطات والمتومات:
  - سلطة ناعمة بالثوم والطحينة.
  - سلطة فرنجية بالبصل والخل.
  - بقدونسية بالطحينة والليمون.
  - سلطة الخيار باللبن يرش عليها النعنع الناشف.
  - سلطة بندورة ناشفة (منشفة في الشمس) بالزيت.
  - سلطة زعتر أخضر بالبصل والزيت والليمون.
  - سلطة سبانخ بالبصل والسماق.
  - حويرة (حويرنة) باللبن، مؤرة (مقرة) أو خردل باللبن، جرجير باللبن، بقلة باللبن.
  - متومة لبن وبندورة مسلوقة ومقشرة مع قدحة ثوم.
  - فول أخضر بالثوم والليمون.
  - لب كوسا مطبوخ.
  - خبيزة بالبصل والزيت.
  - هندبة (هندباء) بالبصل والزيت.
  - متبل بيتنجان مشوي بالفرن (ليظهر طعم الشواء).
  - متومة كوسا.
  - متومة زهر.
  - متومة بطاطا مسلوقة ومهروسة بالطحينة والثوم.
  - متومة أضلاع ورق السلق.
  - حميض.
  - لب لفت مقلي.
  - فاصوليا خضرا بالزيت.
  - فتوش وتبولة.
  - حمص وفول ومسبحة وقدسية.
- الصواني:
  - كفتة بالطحينة.
  - كفتة بشرائح البندورة.
  - بيتنجان مقطع شرحات مع اللحمة المفرومة.
  - لب الكوسا.
  - طاجن خضار باللحمة مع الطحينة.
  - بامية بالبندورة.
  - خضار مشكلة مع لحمة راس عصفور.
- القلايات والمقالي:
  - مشاط بالزهرة، عجة نخاعات، جبنة مقلية مع البيض، فول أخضر بالبيض، بيض وبطاطا، بيض وبندورة مع فليَّه، كِمه (كمأة أو فقع) بالبيض، فطر بالبيض، لحمة مقرومة مقلية بالبيض، قلاية بندورة بالبصل والزيت، قلاية بندورة باللحمة، عجة بيض بالبقدونس والثوم، جبنة مغلية مقلية.
  - مقالي الزهرة والبطاطا والبيتنجان والكوسا واليقطين والبندورة والقرع الأصفر والجزر.
- المخللات (المكبوس):
  - حصرم، لوز أخضر، جنارك (كرز أخضر)، عروق اللفت، خيار، فقوس عادي أو ساحوري، لفت، جزر، بندورة خضراء، فلفل، فليفلة محشية بالجوز والشطة، بندورة ناشفة بالزيت، باذنجان سادة أو مكدوس، ثوم، خرشوف، أفوكادو، شطة، بصل صغير (أنّارة)، زيتون أخضر كامل أو مرصوص أو مجروح وأسود ومملوح (جرجير أو معطون).

- الحلويات:

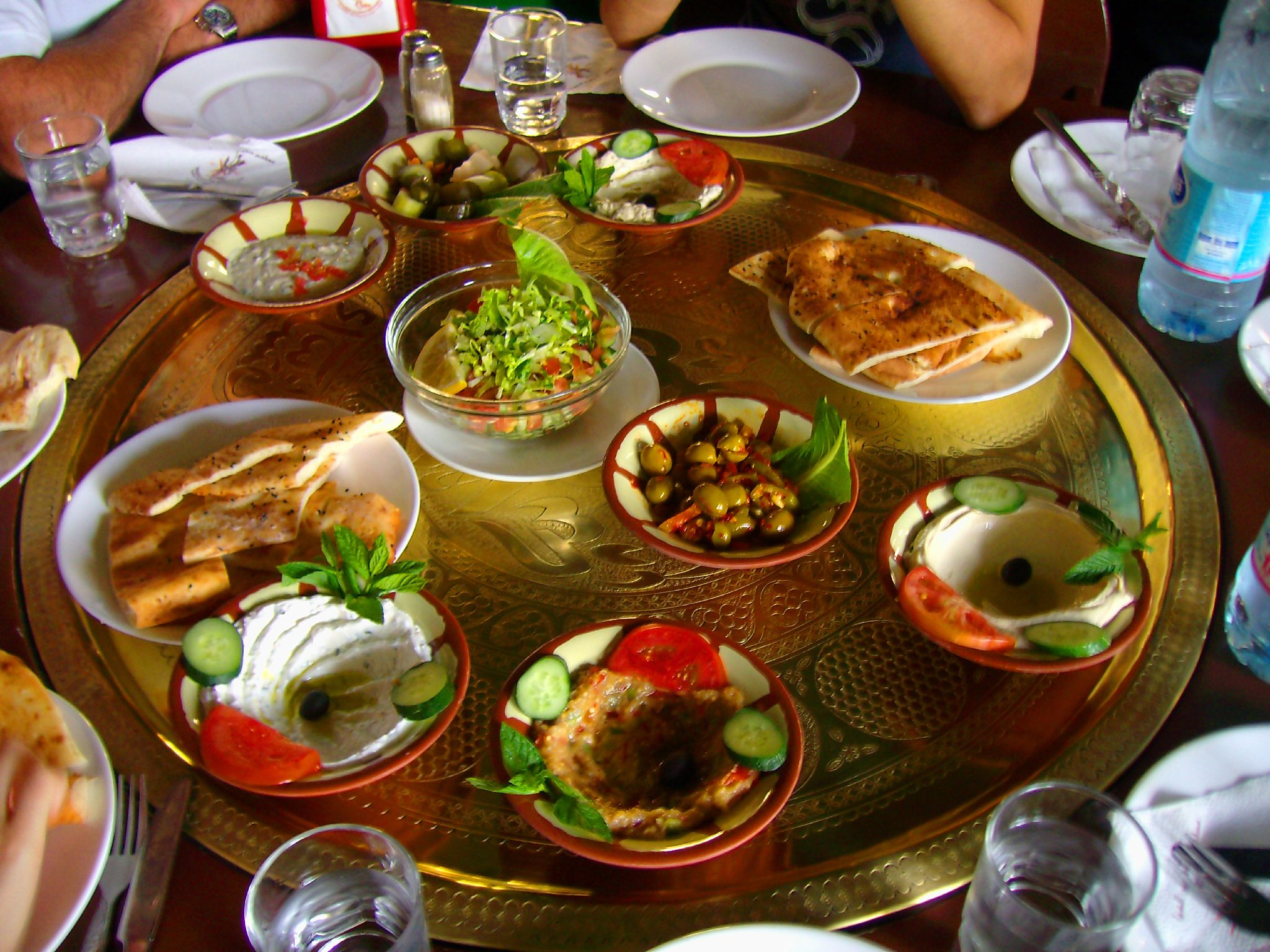
مقبلات شامية

  - حمرا وبيضا، حلاوة سميد بالجبنة والصنوبر، دبس وطحينة، حلاوة طحينية، رز بحليب، مهلبية، هيطلية، قطايف بالجبنة أو بالجوز أو عصافيري (صغيرة) بالقشطة البلدية الطازجة، قطايف بالصينية، عوامة، مشبّك، كرابيج حلب، مطبق، ملاتيت، كلاج، بالوظة سادة أو بجوز الهند، مَوَرْدية، محلاية، قمح مسلوق يضاف إليه الزبيب والمكسرات، مفروكة الخبز بالزيت والسكر، خبزة بالسمنة البلدية والسكر، شعيرية بسكر، نعومة بسكر، كسكسون بالسكر، تمرية، معمول وغريبة وكعك بعجوة، حلقوم، كنافة، شوربة إبراهيم مع السكر (التكية)، صينية حلبة، صينية قزحة (حبة البركة)، قزحة مطحونة سائلة، هريسة (بسبوسة)، لب خيار بالسكر (يؤخذ من الخيار الذي يتم تقويره أو حفره لعمل محشي الخيار).
- المربّى (التطلي):

إضافة للعنطبيخ، يبرع الخلايلة بعمل مربيات من معظم ثمار الفاكهة وخصوصا السفرجل، كما أن لتطلي المشمش في الخليل خصوصية تجعل من طعمه أطيب أنواع المربيات إذ يضيفون إليه بزر المشمش الحلو بعد كسره وتقشيره.
- الكُسْبَة:
  - الكُسْبَة أو الكسيبة هي حاصل طحن السمسم المحمر في الفرن مع كمية من الأملاح.. بعد تحميره وتحميصه جيدا. حيث يتم طحنه ليخرج سائلا كالـطحينة المعروفة، بفارق اللون. فهو هنا يميل إلى اللون البني.. ومن ثم يتم وضعه في بركة خاصة تعرف بالمعصرة. حيث تتم معالجته بالدبك لاستخراج زيت السيرج منه. ومن ثم يتم بيع الكتل المتبقية والتي تسمى كُسْبَة بثمن رخيص وينادى عليها في المعصرة «كسيبة بسيرجها.. الله يفرجها».

وتؤكل الكُسْبَة طازجة وحدها أو معجونة بالسكر، كما تؤكل ممدودة على التمر أو القطين أو الخبز الساخن.
- الـفلافل:
  - تمتاز فلافل الخليل يطعمها الطيب جدا والمميز لتشكيلة توابله وإضافة البقدونس لعجينته وتزيينه بالسمسم قبل قليه، إضافة للفلافل المحشية بالبصل المقلي والسماق والصنوبر. وتضاف لسندويشات الفلافل مقالي الزهرة والبطاطا والبيتنجان والسلطة والشطة ويضيف البعض إليها البقدونسية أو سلطة الطحينة بالليمون أو اللبن الرايب.
- الـمجدرة:
  - مجدرة بالثوم الحب وشرائح البصل المحمرة.
  - مجدرة رز وحمص.

وتؤكل المجدرة مع اللبن الرايب أو سلطة البندورة.
- الدُّقَّـة:
  - وهي خلطة الزعتر البلدي الناشف المطحون مع التوابل وتعد الدُّقَّة الخليلية من أطيب أنواع الدُّقَّة وذلك لخلطتها الخاصة الغنية ببهارات وتوابل منتقاة.

وتغمس مع زيت الزيتون أو توضع مع الزيت على عجين يخبز بالفرن.
- التسالي (المخلوطة أو النأرشة أو النقرشة):
  - مجموعة بزور محمصة (بطيخ، عباد الشمس، قرع، شمام) تضاف إليها القضامة (حمص ناشف محمص) البيضاء المالحة والصفراء المحمصة والمغبرة والفستق (السوداني) مقشرا وبقشره والفستق الحلبي والكاجو والبندق.

تقدم المخلوطة للضيوف ولأهل البيت خاصة في السهرات.
- المشروبات الصيفية والرمضانية:
  - سوس، خروب، تمرهندي، قمر الدين، شراب اللوز، اللبن المخيض، ليمونادة، عصير عنب طازج وعصيرات الفواكه بأنواعها المختلفة.

ويمتاز أهل الخليل بمعرفة جيدة بـالتوابل والنباتات الطبية والعطرية بأنواعها المختلفة مثل الفلَيَّة التي يضيفونها ناشفة لأكلات عديدة.

## السرقة الإسرائيلية للمطبخ الفلسطيني
المطبخ الفلسطيني التراثي، من أهم ما تبذل إسرائيل جهودًا لتهويده، وسرقة أصنافه، وإظهارها للعالم على أنها أطباق إسرائيلية، يفعل ذلك مع أطباق عمرها أضعاف أضعاف عمر دولته، باستخدام طرق ووسائل كثيرة. على سبيل المثال، ظهر رئيس وزراء الاحتلال بنيامين نتنياهو وهو يتناول الفلافل أكثر من مرة، ونشر وزير خارجيته صورة بمناسبة ما يسمى "يوم الاستقلال"، على موقع "تويتر"، ظهر فيها حاملًا سندوتش فلافل يضيف إليه الطحينية، وأرفقها بعبارة: "فلافل مع بعض الطحينة. الأكثر إسرائيليةً، الألذ. عيد استقلال سعيد".
وبين حين وآخر، تنشر صفحات إسرائيلية ناطقة بالعربية على مواقع التواصل الاجتماعي وصفات لطبخات عربية وفلسطينية، مع وصفها بالإسرائيلية، وتخصص لبعضها أيامًا محددة للاحتفال، مثل الشكشوكة. وسيلة أخرى للسرقة، هي استغلال الأيام العالمية، مثل اليوم العالمي للحمص في 13 أيار/مايو؛ إذ يحتفل الاحتلال بالحمص بصفته "طبقًا إسرائيليا". وفي أوروبا، ثمة مطاعم تقدم الأطباق الفلسطينية على أنها "إسرائيلية"، ويتكرر الأمر في مؤتمرات الطعام العالمية.
- في وارسو، عاصمة بولندا، تتواجد سلسلة مطاعم باسم "طعام تل أبيب المدني tel aviv urban food"، التي تقدم الأطباق الفلسطينية والعربية على أنها "إسرائيلية".[13]
- في لندن وحدها، فهناك ما يزيد على 15 مطعماً يُقدم طعاماً عربياً وفلسطينياً على أنه طعامٌ إسرائيلي.[13]
- في باريس ، مطاعم لـ"الطعام الإسرائيلي"، يُقدّم بعضها "الفتوش" و"الزعتر"، ضمن وجبات الطعام المخصصة لـ"المأكولات الإسرائيلية".[13]

## معرض الصور

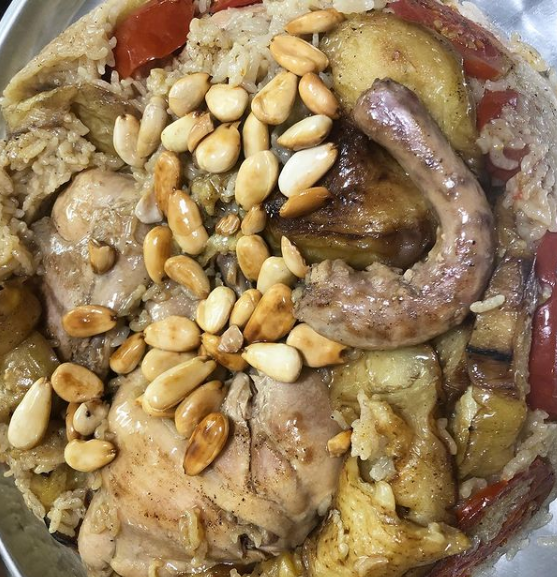
مقلوبة
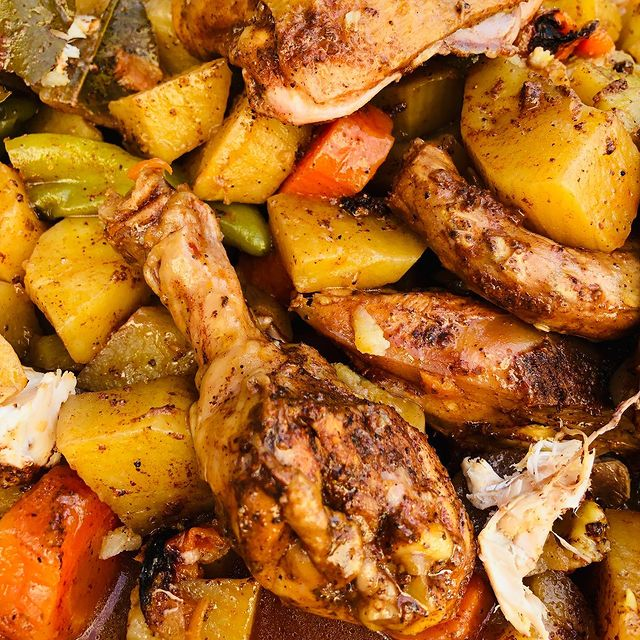
فخارة دجاج
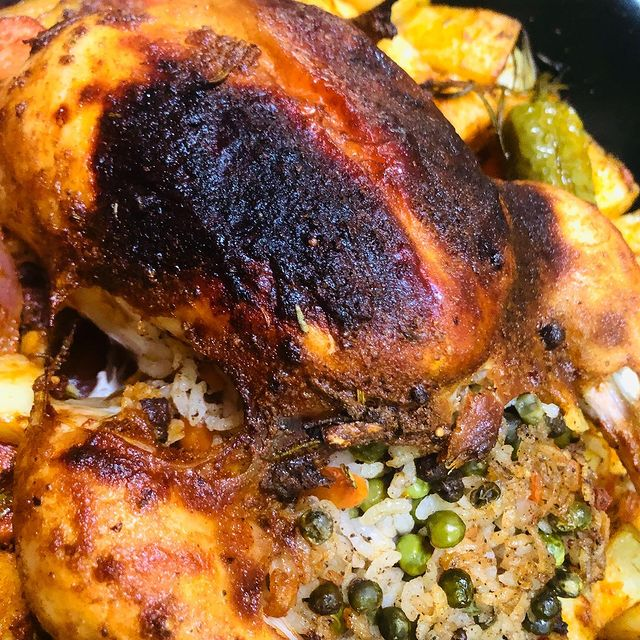
دجاج محشي
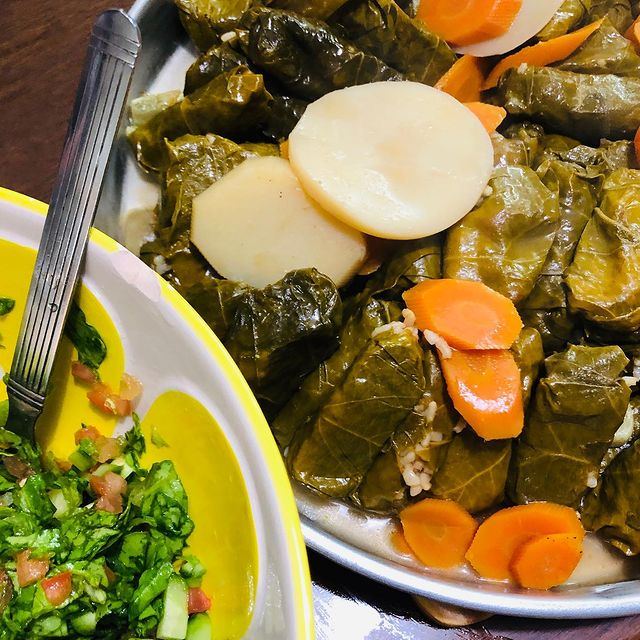
يالانجي
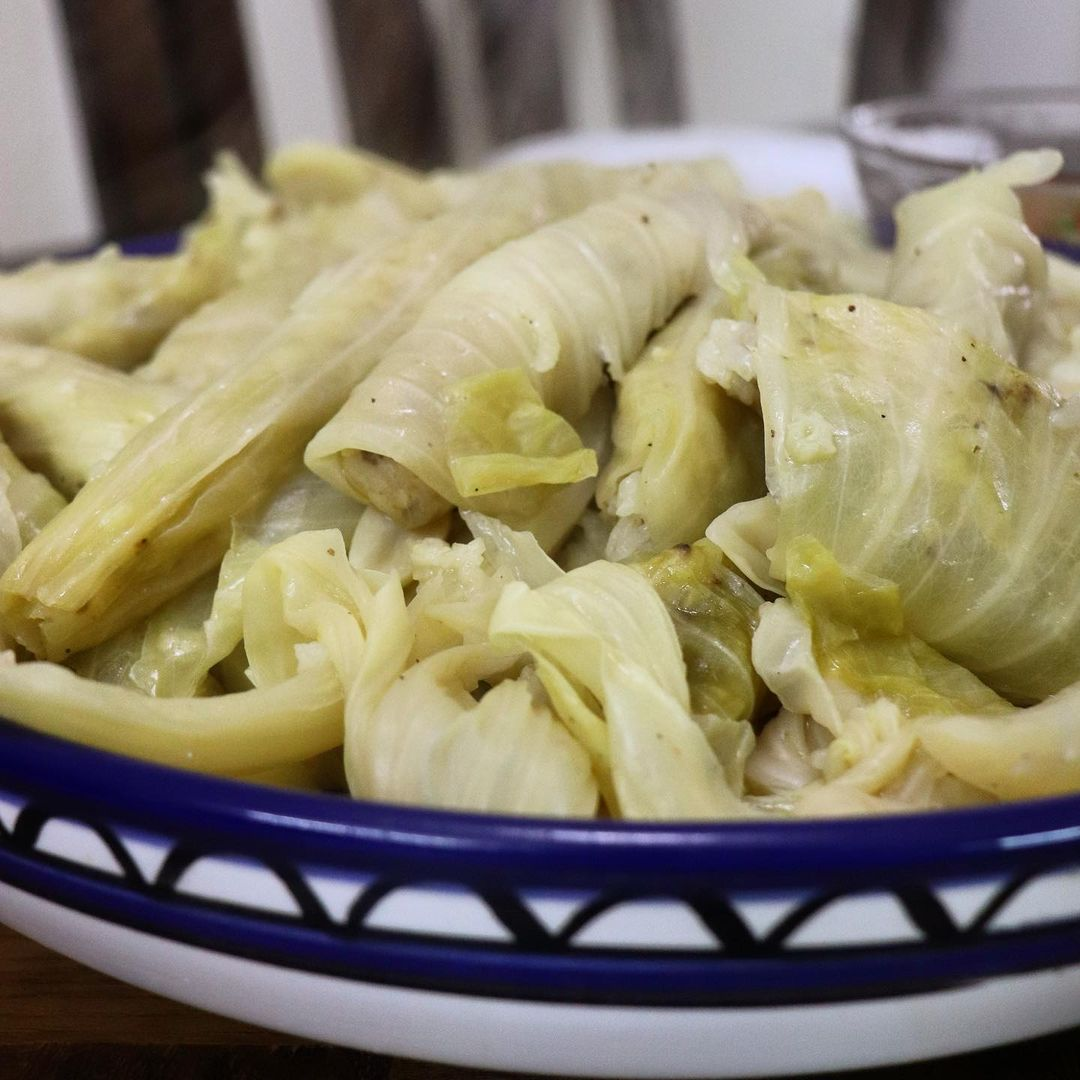
ورق ملفوف
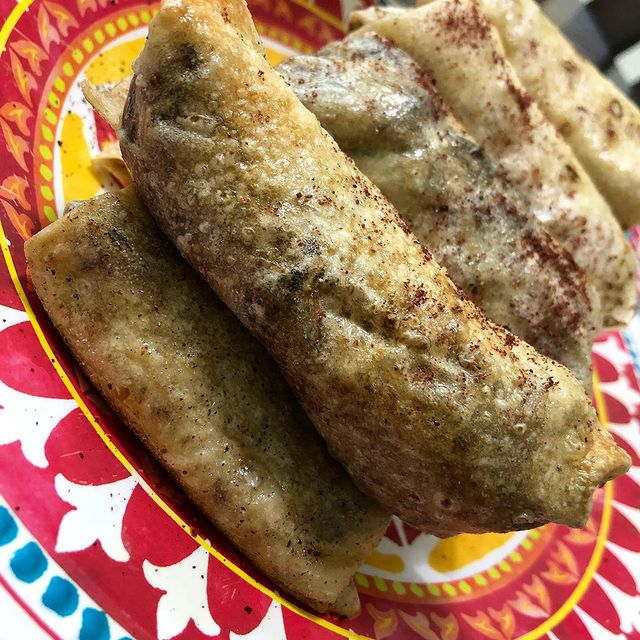
مسخن
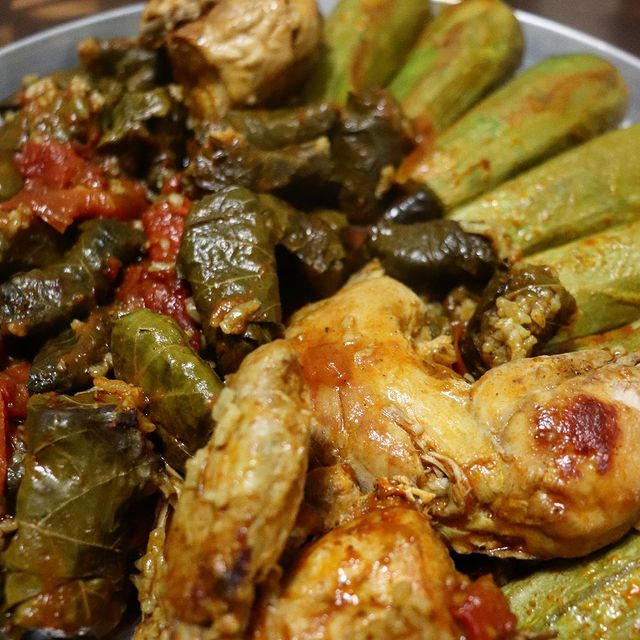
ورق عنب
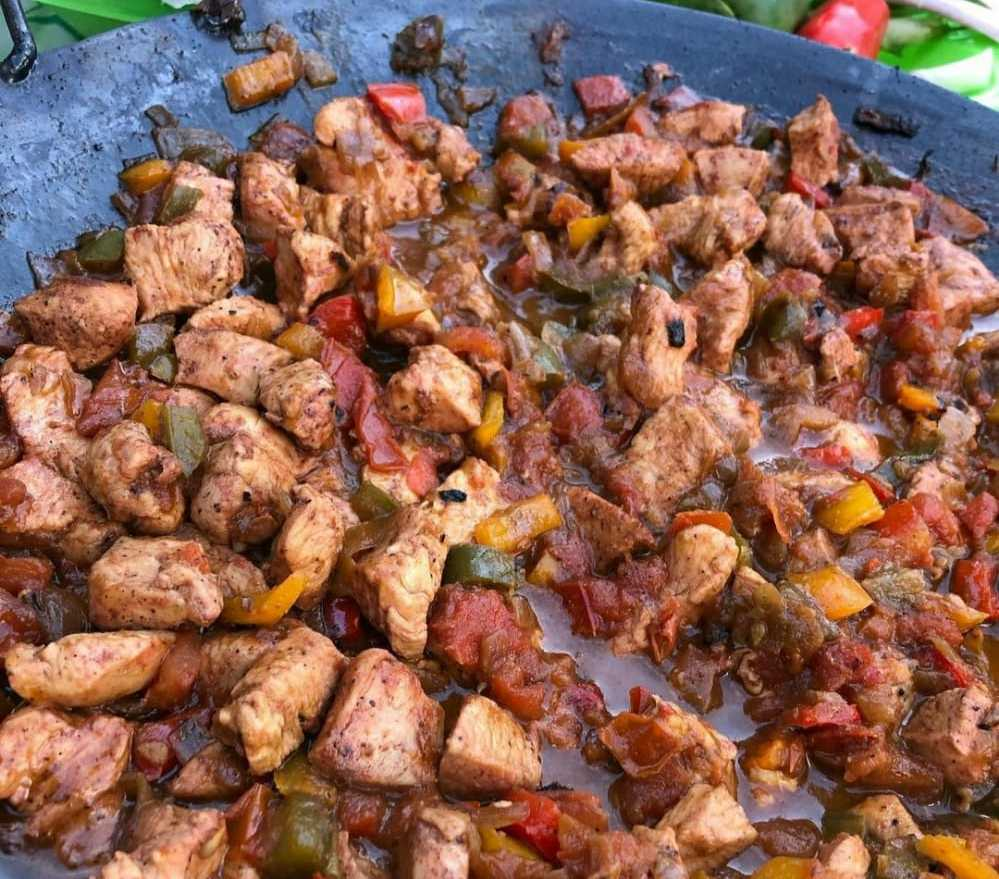
صاجية الدجاج
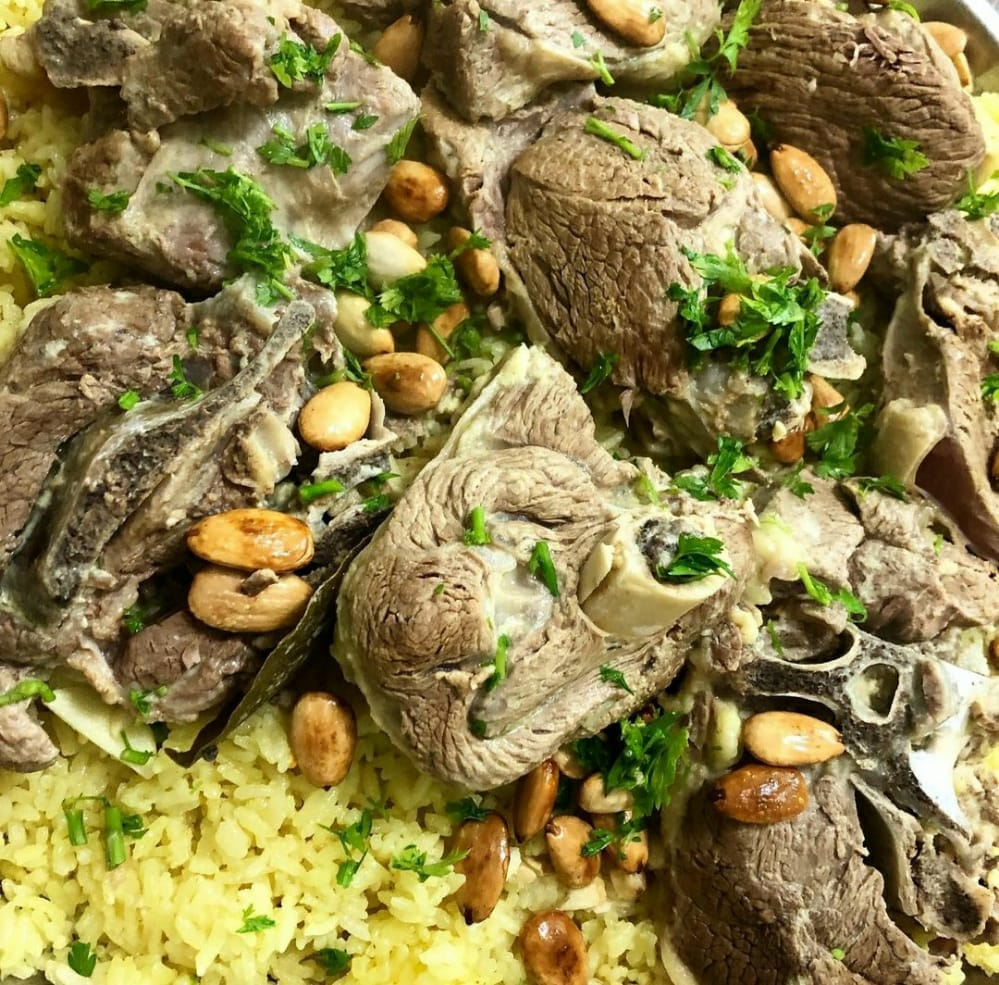
منسف أردني
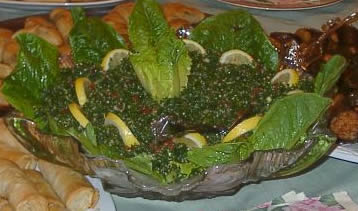
طبق التبولة.
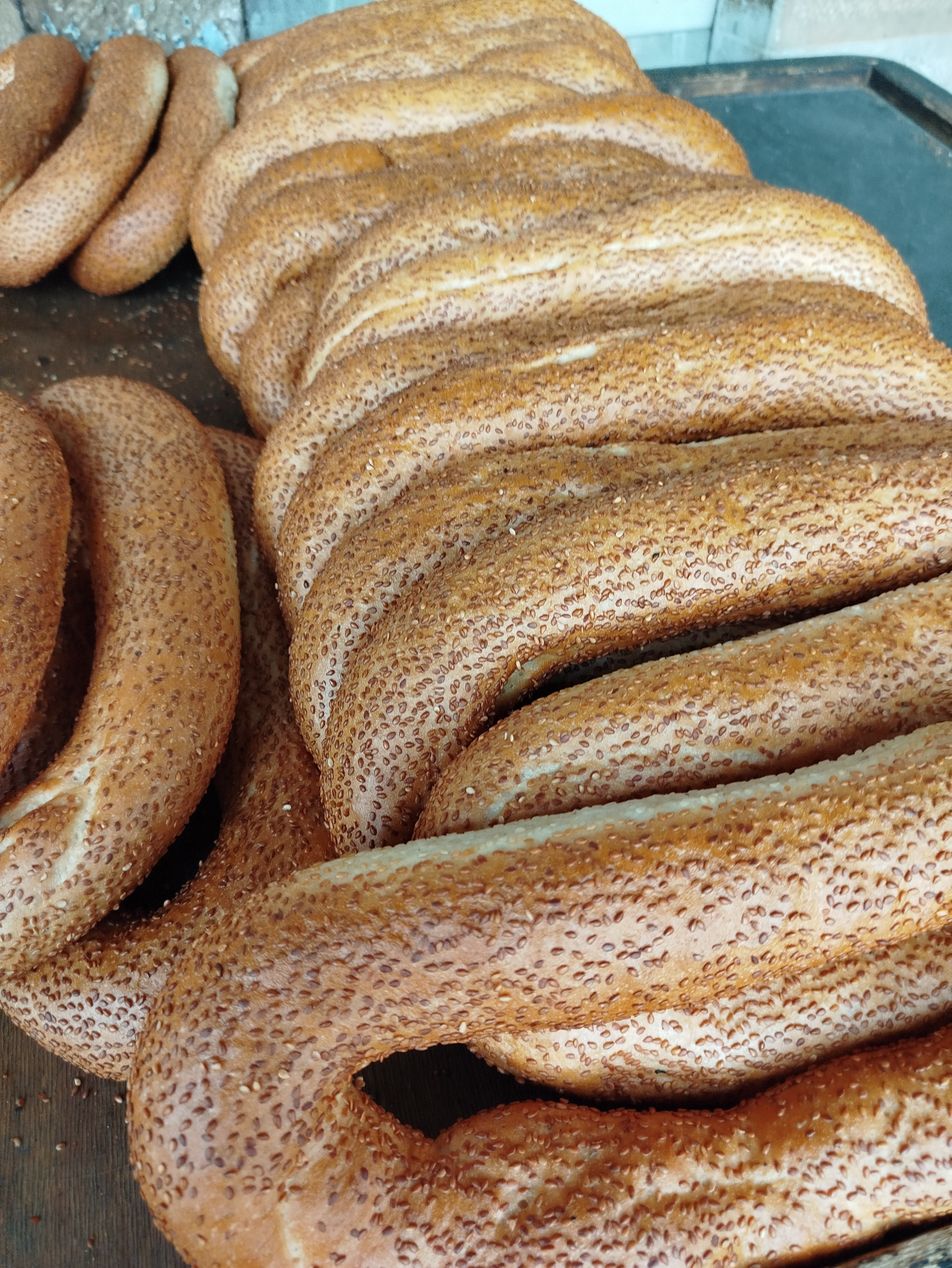
كعك القدس
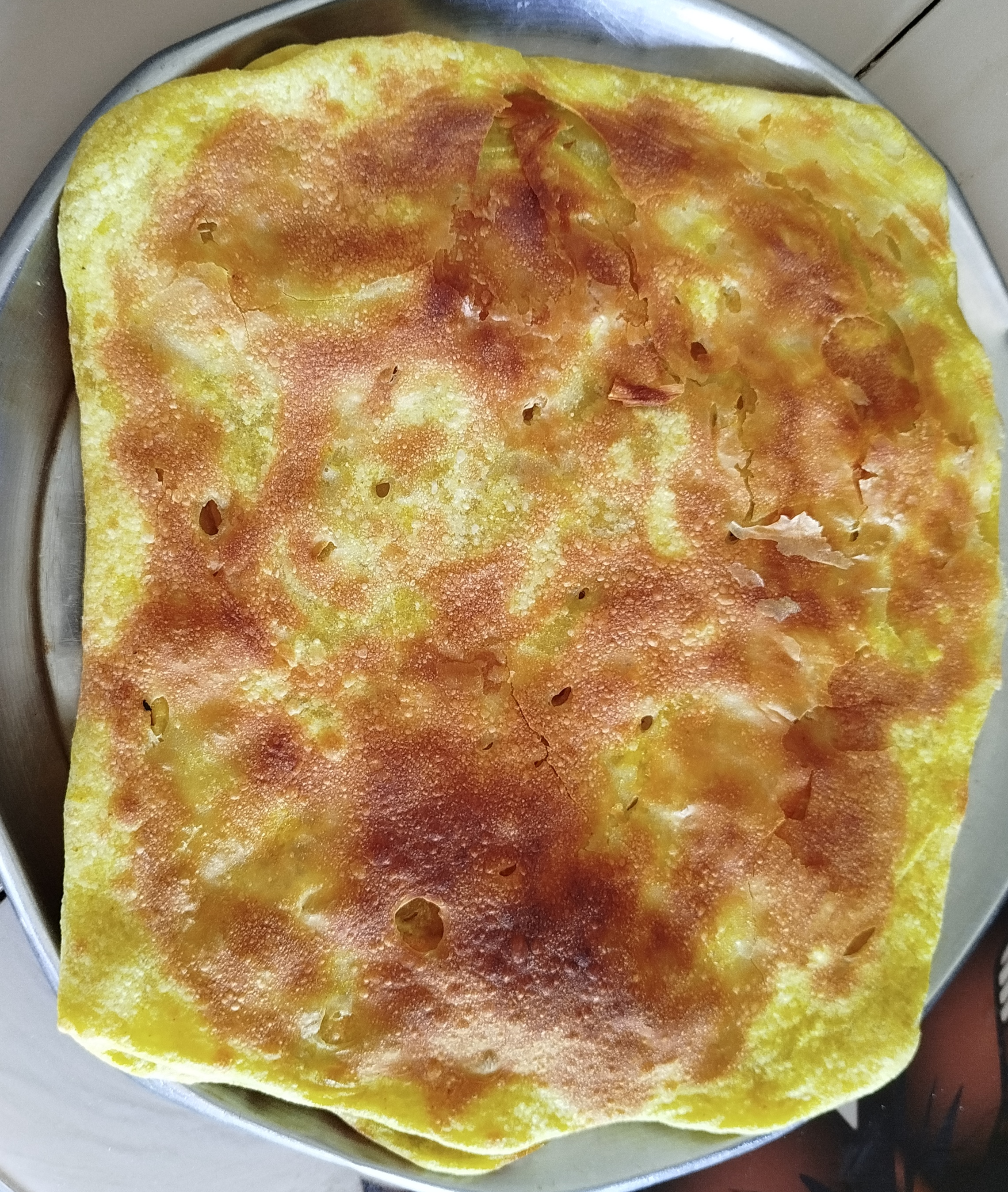
خبز ملتوت فلسطيني بزيت الزيتون
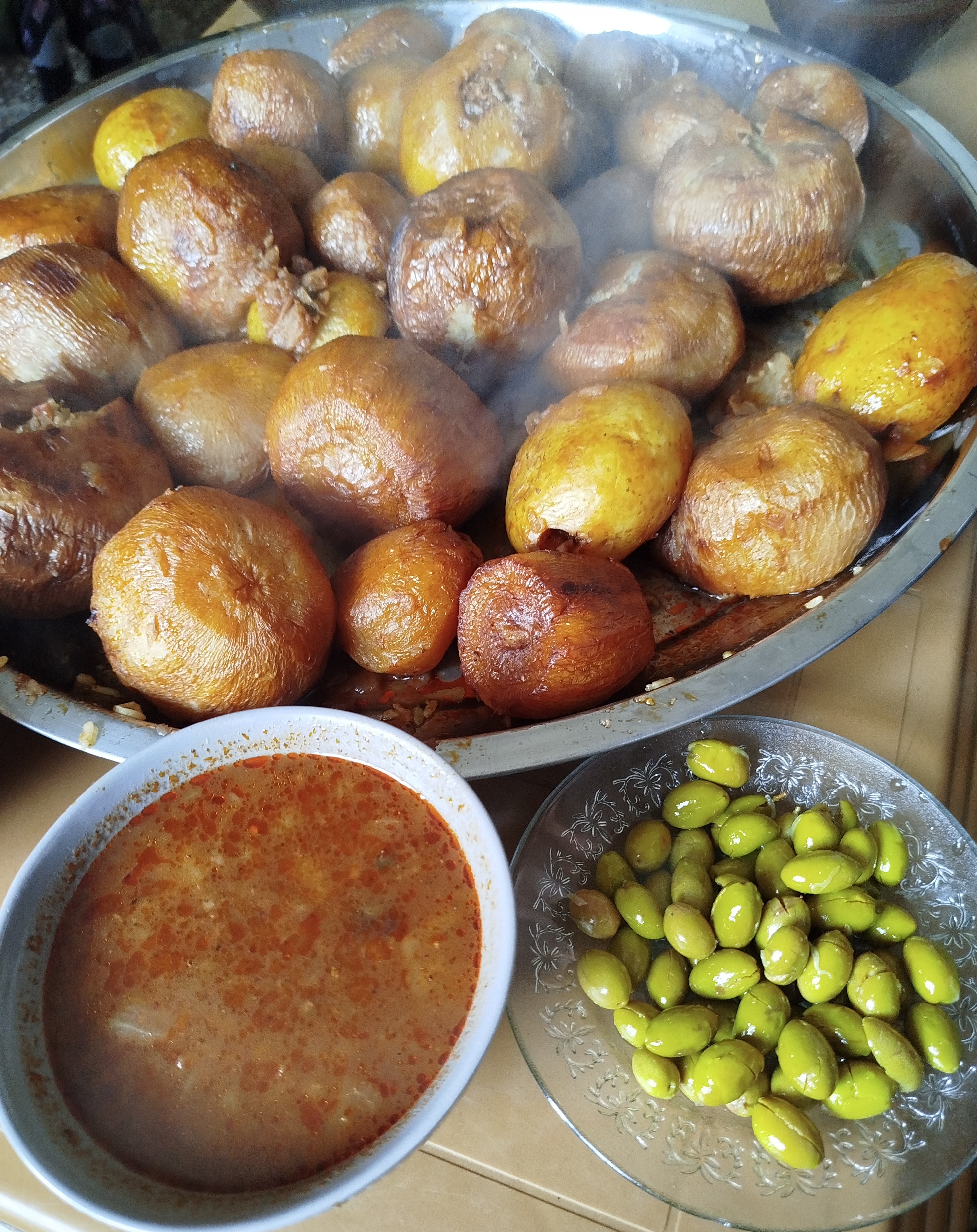
محشي لفت بالسماق واللحمة
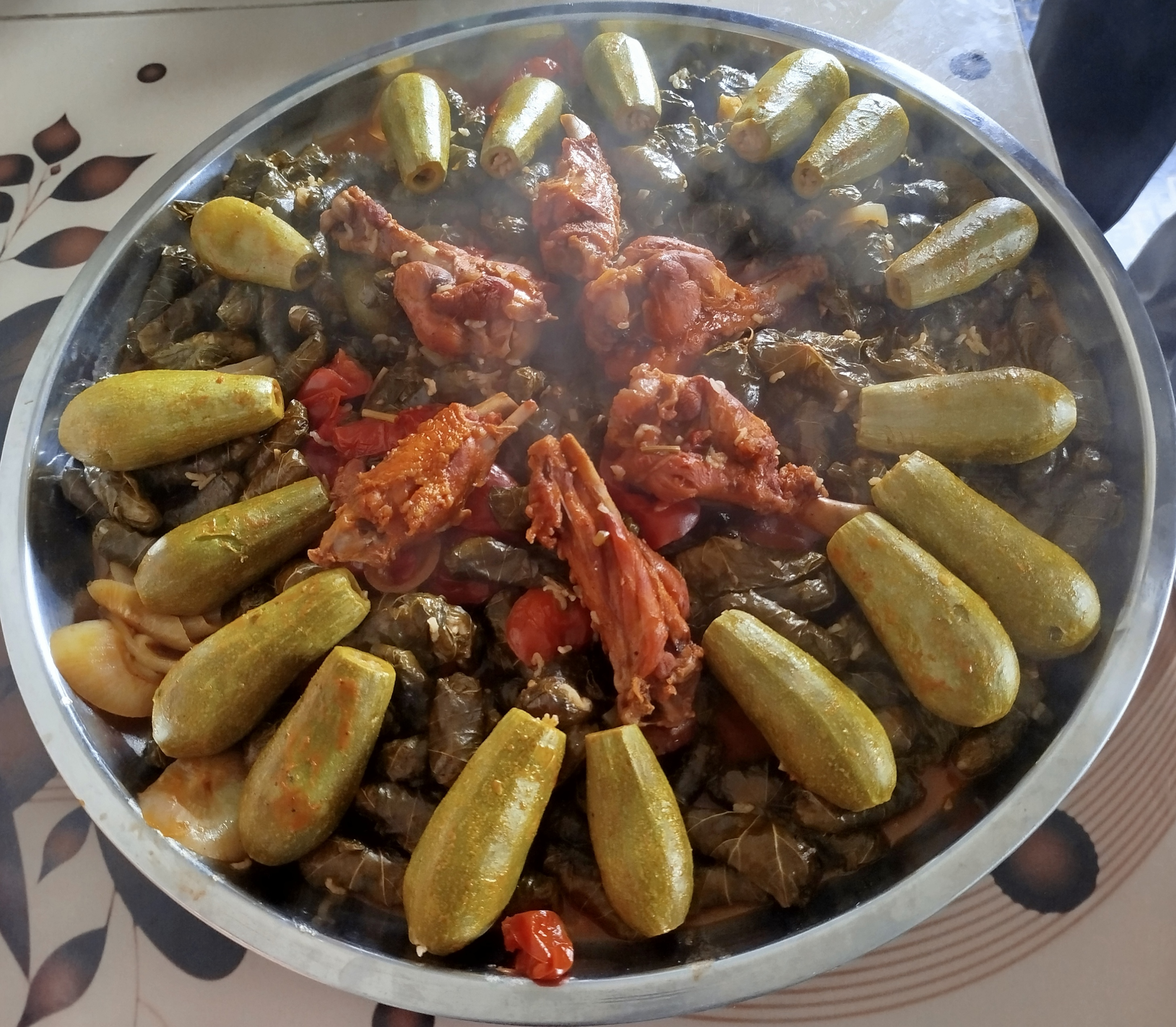
ورق عنب وكوسا، أحد الأكلات الشعبية المفضلة في المطبخ الفلسطيني
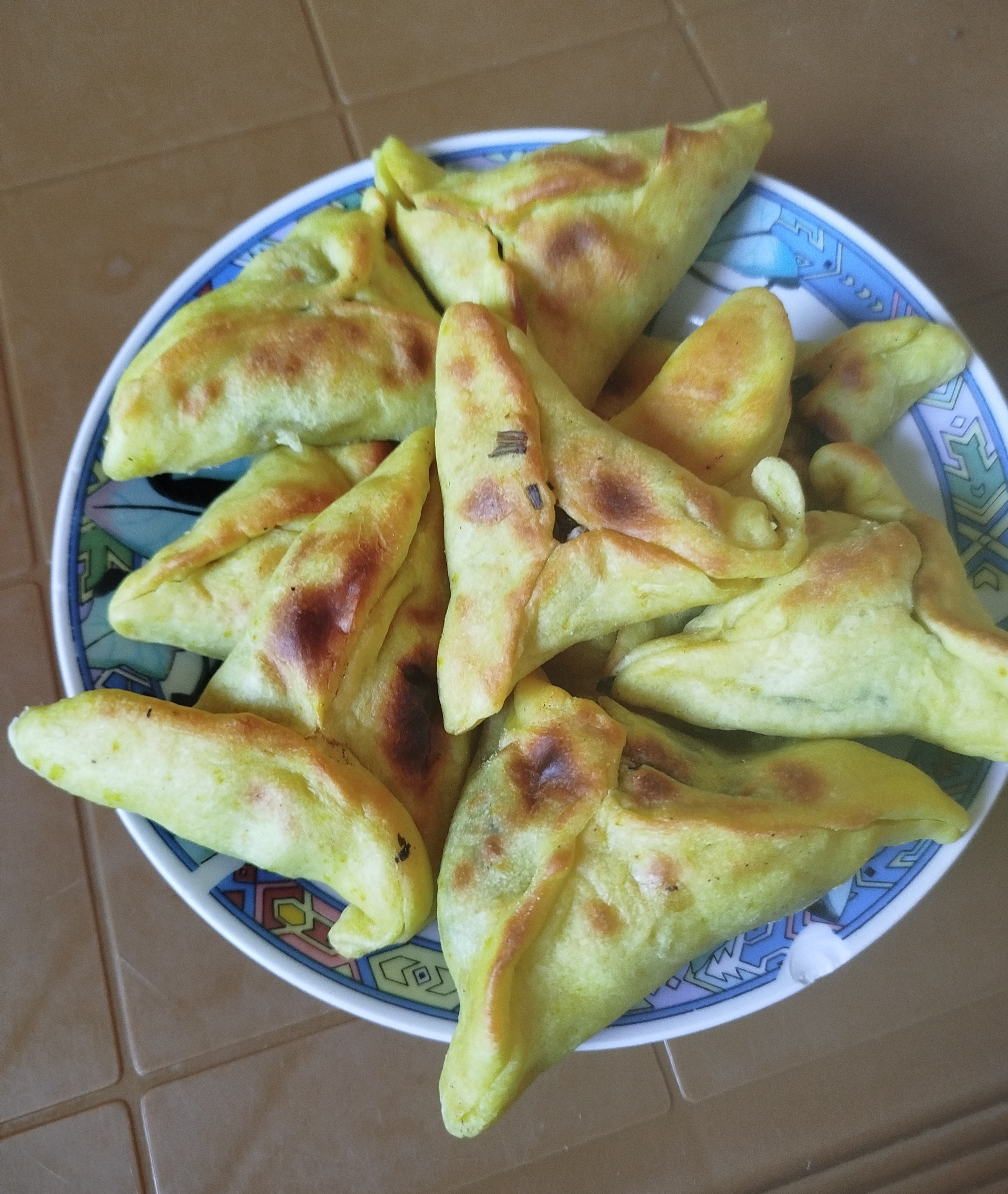
فطاير سبانخ

## وصلات خارجية
- المأكولات والمشروبات الشعبية في فلسطين.